# Língua pangkhua
A língua pangkhua (AFI: [pɑŋkʰuɑ]) é uma língua pertencente à família sino-tibetana, especificamente ao ramo tibeto-birmanês, subgrupo kuki-chin (sul-central). É falada especialmente pelo povo pangkhua, que habita o distrito de Rangamati, nas Colinas de Chatigão, em Bangladesh, com cerca de 2.000 falantes.
Embora seja considerada vulnerável, de acordo com o projeto Endangered Languages (Línguas em Perigo), o projeto de pesquisa Ethnologue classifica a língua como estável, pois, apesar da falta de apoio institucional formal, ela continua sendo aprendida e usada por todas as crianças dentro da comunidade.
Historicamente, o nome do idioma foi registrado de diferentes formas, como "paang", "pang" e "pangkhu", refletindo a evolução na romanização. Uma das primeiras documentações formais do pangkhua foi realizada por Sten Konow no Linguistic Survey of India (1903), que representou um marco importante no estudo e sistematização da língua.
Embora o pangkhua não possua um sistema de escrita próprio, ele é transcrito por meio do alfabeto latino e do alfabeto fonético internacional (AFI) para representar com precisão seus sons e tons. O pangkhua é uma língua analítica e aglutinante, caracterizada por uma estrutura sintática simples, onde o significado é frequentemente construído pela combinação de raízes e afixos. Não possui um sistema de adjetivos próprios; em vez disso, utiliza verbos estativos para expressar qualidades. A língua também emprega alternância tonal, com dois tons contrastivos, e não apresenta marcação de gênero ou artigos. Essas características conferem ao pangkhua uma gramática flexível e dinâmica, com foco na morfologia para expressar diferentes significados.

## Etimologia

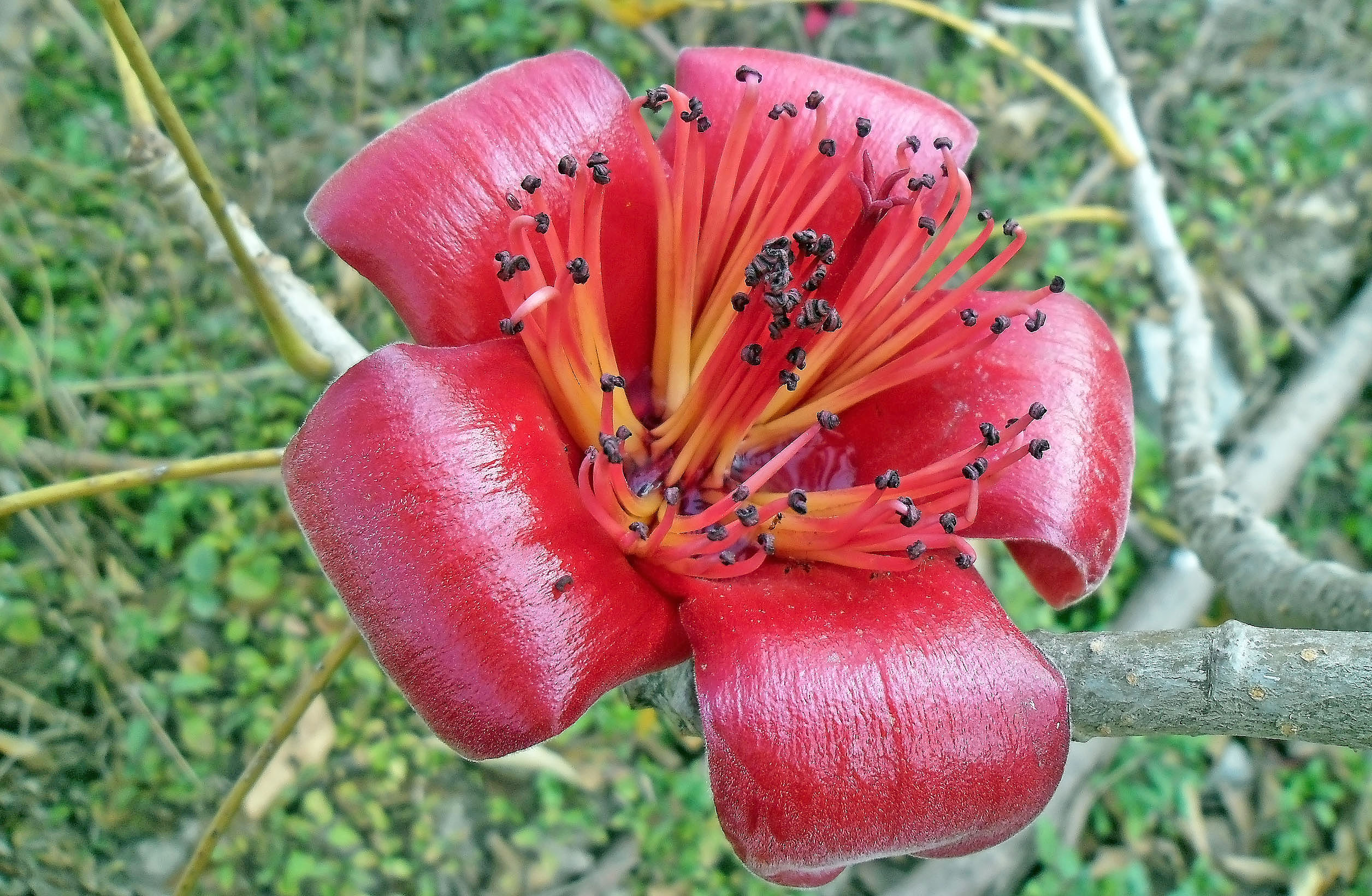
Flor Bombax ceiba na ilha Lantau, Hong Kong

O nome da língua pangkhua é um autônimo utilizado por seus falantes e pelas administrações locais nas Colinas de Chatigão. O termo "pangkhua" é um composto formado por duas palavras da própria língua: “pang”, que se refere a uma flor nativa da região, identificada cientificamente como Bombax ceiba ou Paineira-vermelha-da-índia, e “khua” (ou “khoa”), que significa “aldeia” ou “vila”. Assim, a palavra “pangkhua” pode ser interpretada literalmente como “vila da flor Pang”, o que sugere uma relação entre a identidade do grupo e a paisagem natural onde vivem.
O nome "pangkhua" também está associado ao principal assentamento da etnia, chamado pangkhua Para. O termo "para" é um empréstimo do bangla, no qual significa “vizinhança” ou “pequeno distrito”, mas entre os pangkhua é utilizado como sinônimo de “vila”. Além disso, os pangkhua também se referem à sua aldeia como Dinthar (d̪int̪ʰar), uma palavra composta em que “d̪in” significa “ficar” em mizo e “t̪ʰar” significa “novo” tanto em mizo quanto em pangkhua. O nome Dinthar, portanto, significa “nova moradia”, refletindo a migração recente dos pangkhua para a sua localização atual.
A literatura acadêmica registra diversas variantes exônimas para a língua pangkhua. Algumas das grafias documentadas incluem: paang, pang, pang khua, pangkhu, pangkho, pankhu, pankho, pankhawi, panghoi, pangkua e paangkhua. No Linguistic Survey of India (1903), Grierson utilizou a forma "pānkhū", adicionando diacríticos (barras sobre as vogais “ā” e “ū”) para indicar a pronúncia alongada desses sons.A multiplicidade de grafias e formas exônimas se deve, às variações de pronúncia e escrita ao longo do tempo e entre diferentes pesquisadores e fontes.

## Distribuição
pangkhua é uma língua da família tibeto-birmanesas, que faz parte do ramo sino-tibetano, abrangendo uma área que se estende do Himalaia até o Sudeste Asiático, e integra o subgrupo kuki-chin, que inclui várias línguas do nordeste da Índia, oeste de Myanmar e sudeste de Bangladesh. A língua é falada principalmente nas Colinas de Chatigão, em Bangladesh, onde os idiomas tibeto-birmaneses representam cerca de 50% das línguas locais, embora os falantes constituam apenas 0,24% da população total.

### Dispersão da Língua
O assentamento central da comunidade é a aldeia pangkhua Para, que é o centro cultural e religioso da comunidade e é reconhecida pelas administrações locais como a aldeia representativa dos falantes de pangkhua. Estima-se que somente 600 pessoas vivem nessa vila. A população restante vive em pequenos domicílios distribuídos nos distritos de Rangamati e Bandarban, localizados nas Colinas de Chatigão. Esses domicílios, conhecidos localmente como "para", compreendem aldeias como Raal Ao, Bethel, Harin Chara, Konda Chari, Thlangpui, Zoutui, Bungmun, Laizou, Saichal, Saijam e Barotali. pangkhua Para encontra-se aproximadamente a 14,6 km de Kaptai, o maior centro urbano próximo, sendo que o único meio de transporte até lá é por via fluvial. O rio, conhecido localmente como Raikhyang (ou Tatpong), exige uma travessia de barco motorizado que pode durar de quatro a cinco horas.
O relevo montanhoso e as fronteiras políticas com a Índia e Myanmar atuam como barreiras naturais e administrativas, limitando a disseminação da língua.

### Varições
Apesar de pangkhua não possuir dialetos, é uma língua do subgrupo Kuki-Chin, que inclui cerca de 54 línguas faladas principalmente no nordeste da Índia, oeste de Myanmar e sudeste de Bangladesh. A primeira classificação do subgrupo foi feita por Sten Konow em 1903, que posicionou pangkhua no grupo central das línguas kuki-chin. No entanto, estudos mais recentes, como os de VanBik (2009) e Peterson (2017), identificaram inovações fonológicas e lexicais – por exemplo, a alternância de raízes verbais e a mudança fonológica dos iniciais do prototibetano-birmanês (de *s/sy para *th) – que sustentam a coesão do subgrupo central, embora a posição exata de pangkhua dentro do kuki-chin ainda permaneça indefinida devido à falta de dados completos.

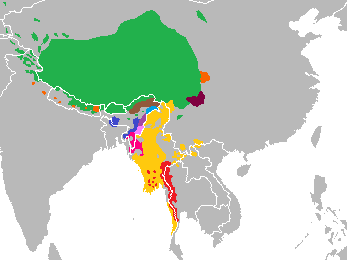
Regiões de línguas tibeto-birmanesas

### Línguas Relacionadas e Contato Linguístico
pangkhua está inserida em um contexto multilíngue, onde o contato com outras línguas é frequente e contribui para a dinâmica cultural e linguística da região.

#### Família de Línguas tibeto-birmanesas
Como membro do ramo tibeto-birmanesas da família sino-tibetana, pangkhua faz parte de um grupo que compreende cerca de 501 línguas. Essa família se estende desde a Caxemira, passando pelas regiões himalaicas e sub-himalaicas da Índia, Nepal, Butão, Bangladesh, Tibete e China, até alcançar o Sudeste Asiático (Myanmar, Tailândia, Laos, Vietnã).

#### Línguas tibeto-birmanesas em Bangladesh
Em Bangladesh, aproximadamente 300 línguas tibeto-birmanesas são faladas, representando cerca de três quartos dos subgrupos principais dessa família. Atualmente, 18 línguas tibeto-birmanesas estão registradas no país, concentrando-se sobretudo nas Colinas de Chatigão. Dentre essas, as línguas do subgrupo kuki-chin – bawm, hyow, khumi, mizo, pangkhua e rengmitca – são notáveis, embora seus falantes representem apenas 0,24% da população total.

#### Classificação Interna do kuki-chin
A classificação interna das línguas kuki-chin foi inicialmente estabelecida por Sten Konow em 1903. Estudos subsequentes, como os de VanBik (2009) e Peterson (2017), ampliaram essa análise ao identificar inovações fonológicas – como a alternância de raízes verbais e a mudança dos iniciais de *s/sy para *th – que reforçam a coesão do subgrupo central, mas que também evidenciam a complexidade e a variabilidade interna do grupo.

Demografia linguistica das Colinas de Chatigão

#### Contato Linguístico
pangkhua é cercada por diversas línguas que enriquecem o ambiente multilíngue da região. Ela está inserida em um contexto de contato com pelo menos seis idiomas: tanchangya (indo-ariana), marma (burmish), bawm (kuki-chin), riang (bodo-garo indo-ariana), chakma (indo-ariana) e chittagonian (indo-ariana). Interações entre falantes dessas línguas ocorrem predominantemente em chakma e chittagonian. A maioria dos falantes de pangkhua é multilíngue, dominando também línguas como chittagonian, chakma, mizo, bawm e tanchangya.
Entre as línguas do subgrupo kuki-chin, destacam-se:
- Bawm: apresenta significativas semelhanças lexicais e fonológicas com pangkhua.
- Hyow: compartilha traços tonais e estruturais comuns.
- Khumi: exibe inovações fonológicas que ampliam a diversidade do grupo.
- Mizo: demonstra paralelismos lexicais e estruturais.
- Rengmitca: possui características morfológicas e fonológicas comparáveis.

Essas semelhanças refletem um processo evolutivo compartilhado – evidenciado por inovações fonológicas e alternância de raízes verbais – que sustenta a classificação de pangkhua dentro do subgrupo central do kuki-chin.

### Árvore Genealógica das Línguas
Abaixo se encontra a árvore genealógica a qual pangkhua pertence:
- Família Sino-Tibetana
  - Tibeto-Birmanês
    - Kuki-Chin
      - Noroeste
        - Thado, Sizang (Índia, Myanmar)

      - Periférico
        - Khumi (Myanmar, Bangladesh)
        - Cho (Bangladesh)
        - Hyow/Asho (Bangladesh)

      - Central
        - Core Central
          - Lai (Índia, Myanmar)
            - Hakha
              - Thantlang
              - Zokhua

            - Falam
              - Bawm
              - Bualkhua
              - Laizo
              - Lente
              - Khualsim
              - Khuangli
              - Sim
              - Tlaisun
              - Za-ngiat

        - Mizo (Índia)
          - Fan-ai
          - Hualngo
          - Lushai

        - Hmar (Índia)
          - Khosak
          - Thiek
          - Hrangkhol
          - Biete
          - Sakachep
          - Faihriem

        - Pangkhua (Bangladesh)

      - Maraico
        - Mara (Índia, Myanmar)
        - Zotung (Índia, Myanmar)
        - Senthang (Índia, Myanmar)

      - L. Thet
        - Laamtuk
        - Ruavaan

| Subgrupo              | Região                                                            | País(es)   |
| --------------------- | ----------------------------------------------------------------- | ---------- |
| Família Sino-Tibetana | Tibete, Yunnan, Sichuan                                           | China      |
|                       | Nordeste da Índia (Arunachal Pradesh, Manipur, Mizoram, Nagaland) | Índia      |
|                       | Colinas de Chittagong                                             | Bangladesh |
|                       | Estado de Chin, Região de Sagaing                                 | Myanmar    |
|                       | Norte da Tailândia                                                | Tailândia  |
|                       | Norte e centro do Laos                                            | Laos       |
|                       | Noroeste do Vietnã                                                | Vietnã     |
| Tibeto-Birmanês       | Região do Himalaia e Sudeste Asiático                             | Vários     |
| Kuki-Chin             | Manipur, Mizoram, Tripura                                         | Índia      |
|                       | Estado de Chin, Região de Sagaing                                 | Myanmar    |
|                       | Colinas de Chittagong                                             | Bangladesh |
| Kuki-Chin Periférico  | Sul do Estado de Chin                                             | Myanmar    |
|                       | Colinas de Chittagong                                             | Bangladesh |
| Kuki-Chin Central     | Mizoram                                                           | Índia      |
|                       | Hakha, Falam (Estado de Chin)                                     | Myanmar    |
|                       | Manipur, Mizoram, Assam, Tripura                                  | Índia      |
|                       | Colinas de Chittagong                                             | Bangladesh |
| Kuki-Chin Maraico     | Sul de Mizoram                                                    | Índia      |
|                       | Paletwa (Estado de Chin)                                          | Myanmar    |
| Kuki-Chin Noroeste    | Manipur, Mizoram                                                  | Índia      |
|                       | Norte do Estado de Chin, Região de Sagaing                        | Myanmar    |

## História

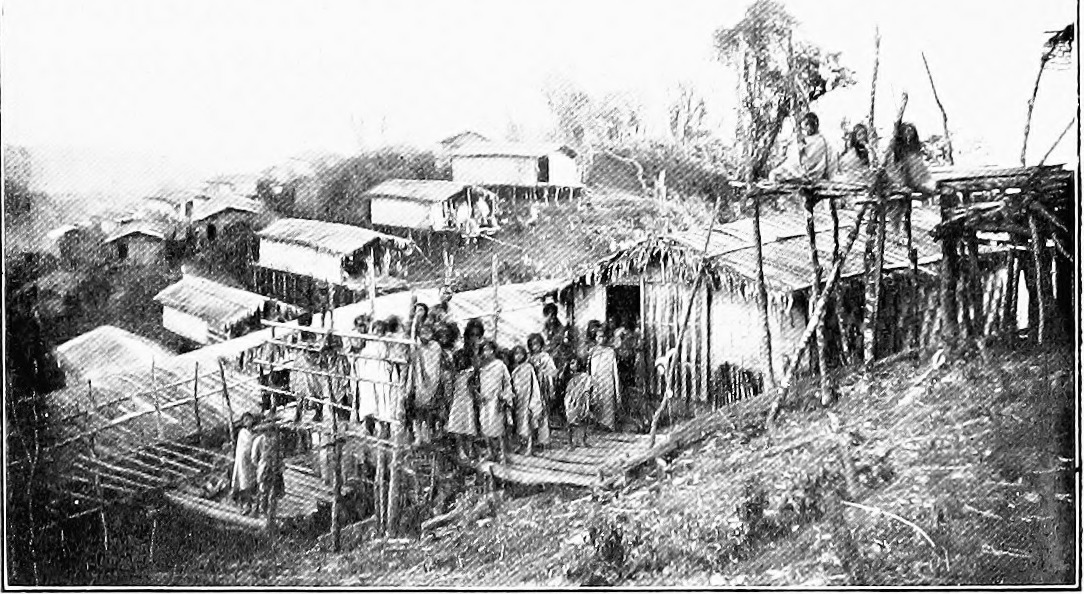
Vila Mizo construída no topo de uma montanha

### História da Língua
A história da língua pangkhua é marcada por transformações políticas, culturais e linguísticas significativas. A comunidade pangkhua, situada na vila de pangkhua Para, adotou práticas e costumes influenciados por eventos como migrações e interações com outras comunidades. A chegada de missionários lushai (mizo) em 1970 trouxe o cristianismo, impactando a vida material e espiritual dos pangkhua. Tradicionalmente, os pangkhua praticavam o Hinduísmo Shiva Dharma antes de sua conversão ao cristianismo, especificamente ao protestantismo. A vida material e espiritual dos pangkhua gira em torno da igreja de pangkhua Para, com várias comissões baseadas em idade e gênero responsáveis pela organização de serviços religiosos e eventos anuais.

### História da Documentação
O registro documental da língua pangkhua é escasso, especialmente em seus estágios iniciais. A primeira gramática ou trabalho linguístico significativo ainda não está bem documentado, embora haja indícios de registros orais ricos em literatura, como contos de fadas, lendas, cantos e canções. Esses registros orais são mantidos principalmente pelos membros mais velhos da comunidade e desempenham um papel crucial na transmissão cultural e linguística.
Contudo, pangkhua tem recebido atenção acadêmica substancial ao longo de um período prolongado, refletida principalmente em trabalhos etnográficos. Esses materiais oferecem insights estatísticos sobre o número de falantes, números de domicílios, densidade populacional, taxas de mortalidade e mais. Além disso, eles fornecem relatos breves sobre rituais pangkhua, costumes matrimoniais, crenças espirituais e outros aspectos culturais. No entanto, quando se trata de análise linguística, há uma notável ausência de descrições sistemáticas sobre sua fonologia, morfologia e sintaxe.

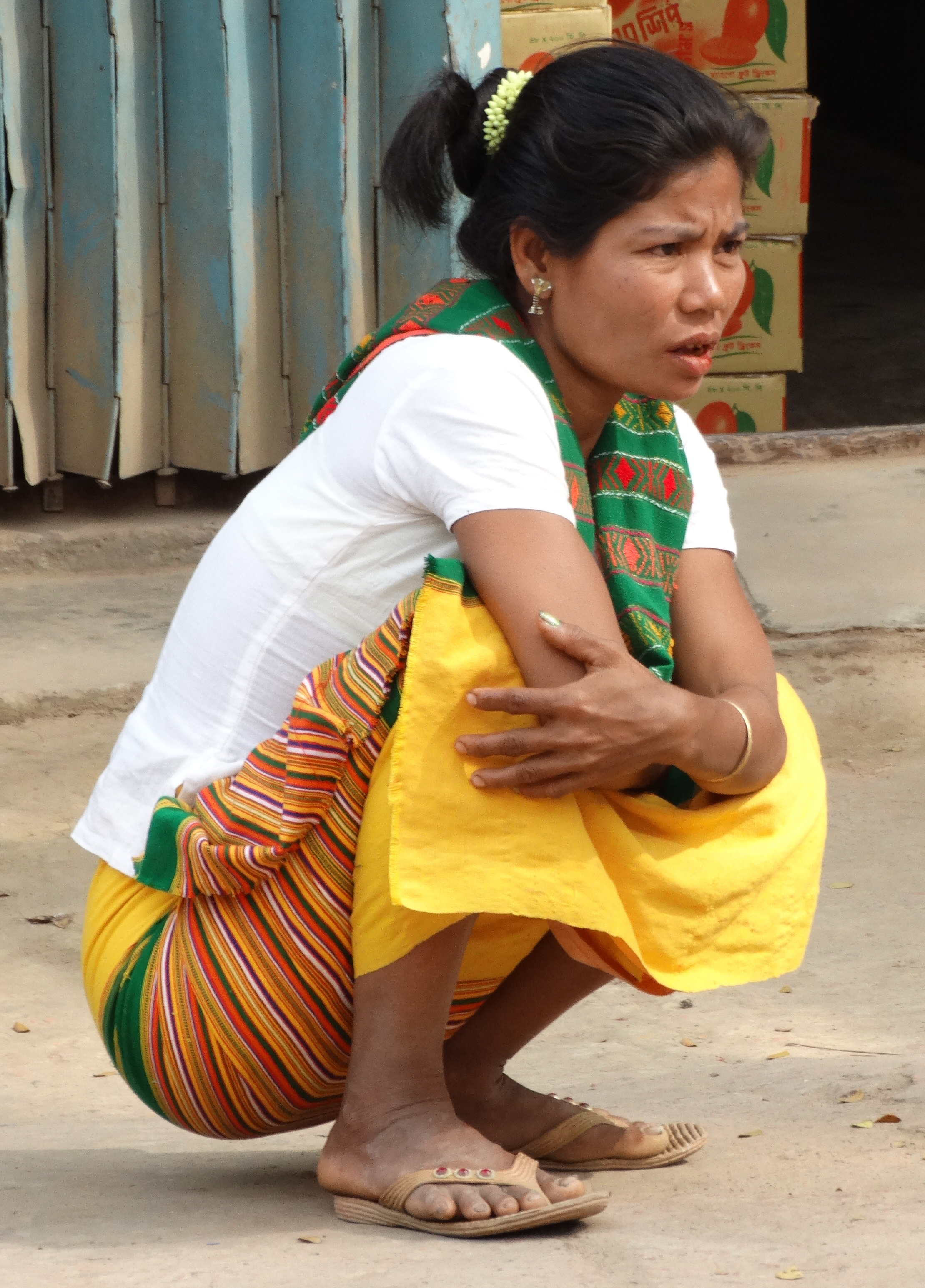
Mulher Adivasi (Indígena), Rangamati - Colinas de Chatigão

A primeira menção registrada de pangkhua remonta a 1869 no livro do Capitão T.H. Lewin, "The Hill Tracts of Chittagong and the Dwellers therein". A narrativa de Lewin discute o que ele se refere como pankho [pangkhua] e boonjogi bawm, retratando-os como grupos étnicos intimamente ligados provenientes de dois irmãos. Ele analisou a história do renomado Chefe pangkhua e Bawm chamado Tlandrok-pah, oferecendo insights sobre as potenciais origens, história de migração e paisagem sociopolítica de pangkhua. Lewin também inclui uma lista comparativa (disponível abaixo) de palavras de várias línguas kuki-chin, incluindo pangkhua.
| Khyeng | Lhoosai | Bunjogi | Pankho | Schoo   |
| ------ | ------- | ------- | ------ | ------- |
| Kli    | Rh      | H       | Rh     | Ti      |
| Ht     | Rh      | Tawpir  | Rh     | Tchatey |
| A-naw  | Rh      | Sakha   | Va     | Va-a    |
| Kasaw  | Deng    | Wi      | Na     | Na      |
| Mi     | May     | Ma      | Ma     | Mi      |

Subsequentemente, Hunter (1876), então Inspetor Geral de Estatísticas do Governo da Índia, menciona brevemente kuki-chin, incluindo pangkhua, em seu livro "A Statistical Account of Bengal". No entanto, esta obra adiciona pouco além do relato de Lewin de 1869.
Subsequentemente, Hunter (1876), então Inspetor Geral de Estatísticas do Governo da Índia, menciona brevemente kuki-chin, incluindo pangkhua, em seu livro "A Statistical Account of Bengal". No entanto, esta obra adiciona pouco além do relato de Lewin de 1869.
Um dos trabalhos considerado mais significativos sobre pangkhua e línguas kuki-chin por estudiosos é "The Linguistic Survey of India" (LSI) (Vol III, Parte III), de autoria de Sten Konow em 1903. Esta obra lançou as bases para a compreensão das línguas kuki-chin como um grupo filogenético importante. A contribuição de Konow inclui detalhes demográficos e de assentamento de pangkhua, juntamente com um esboço gramatical conciso da língua. Ele divide sua descrição gramatical de pangkhua em seis seções cobrindo pronúncia, adjetivos, numerais, pronomes, verbos e particípios. Além disso, como Lewin, Konow fornece listas comparativas de palavras kuki-chin que incluem pangkhua.
Em tempos mais recentes, pangkhua tem atraído a atenção acadêmica de pesquisadores como Löffler (1985), que abordou várias características gramaticais de pangkhua e comparou-as com duas línguas kuki-chin intimamente relacionadas, bawm e lushai. Da mesma forma, Kim, Roy e Sangma (2011) conduziram uma pesquisa sociolinguística entre as comunidades kuki-chin em Bangladesh, realizando um estudo comparativo lexical entre cinco línguas, incluindo pangkhua. Seus achados destacaram um grau maior de semelhança entre pangkhua, bawm e lushai (mizo) em comparação com outras combinações.
Dewan, Barua, Purohit, Jahan e Azad (2018) focaram nas características genéticas da comunidade indígena pangkhua, comparando-as com vários outros grupos étnicos em Bangladesh. Eles encontraram diferenças genéticas significativas, sugerindo casamento interétnico limitado entre pangkhua e outras populações em Bangladesh.
Weidert (1987) investigou especificamente o sistema tonal no que ele chamou de divisões “kuki-naga-chin” e “barish” das línguas tibeto-birmanesas, incluindo pangkhua. Ele argumentou a favor de duas categorias tonais na língua.

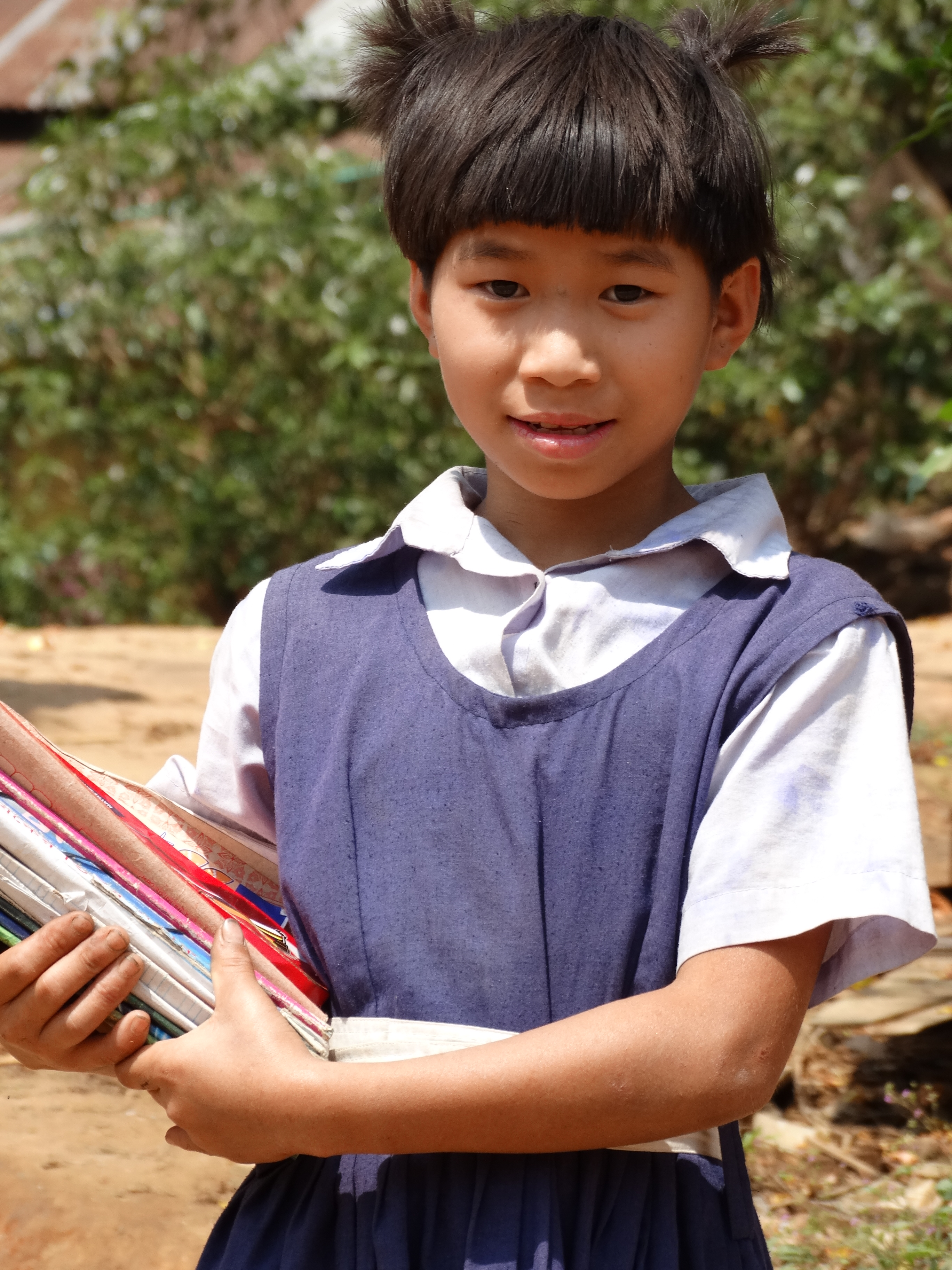
Estudante Adivasi (Indígena), Rangamati - Colinas de Chatigão

Uma contribuição notável para a linguística kuki-chin é "Proto-Kuki-Chin: A Reconstructed Ancestor of the Kuki-Chin Languages" de VanBik (2009). Embora pangkhua não esteja incluído nas doze línguas de VanBik, suas reconstruções são cruciais na linguística comparativa kuki-chin, abrangendo pangkhua dentro de seu escopo.
Várias publicações em bengali focam nos grupos étnicos minoritários de Bangladesh, predominantemente etnográficas e muitas vezes carecendo de trabalho de campo original. Algumas dedicam capítulos ou seções ao povo pangkhua, discutindo seus rituais, festivais, costumes matrimoniais e mais. No entanto, uma publicação notável a esse respeito é "Parbathya Chattagramer pangkhua Bhasha O Shahitya" de Farid (2006). Este livro oferece valiosos insights etnográficos sobre pangkhua, incluindo uma lista de palavras pangkhua com suas traduções em bengali e alguma descrição gramatical, embora principalmente modelada na gramática bengali.

### História do Ensino
O acesso à educação formal pelos pangkhua é um fenômeno relativamente recente. Até os anos 1990, poucos indivíduos pangkhua haviam recebido educação formal. Em 2003, trinta e seis pangkhua haviam frequentado a faculdade, com vinte e três completando o Certificado de Ensino Secundário Superior e treze obtendo seus diplomas de bacharel. Em 1979, foi estabelecida uma escola primária governamental na vila de pangkhua Para, que a maioria das crianças pangkhua frequenta. No entanto, para continuar os estudos além do nível primário, os estudantes precisam deixar a vila, pois não há instituições de ensino além deste nível. O pangkhua não possui textos escritos ou materiais registrados adequados para educação e alfabetização. A língua ainda não conta com uma ortografia padronizada nem com uma gramática descritiva formalizada. Atualmente, os falantes alfabetizados do pangkhua recorrem principalmente ao bengali para a escrita. Em situações raras em que é necessário escrever em pangkhua, utiliza-se uma ortografia baseada no alfabeto romano, semelhante à do Mizo. No entanto, esse sistema não representa com precisão todos os sons da língua.  O pangkhua, assim como outros grupos étnicos minoritários, não possui reconhecimento constitucional em Bangladesh. De acordo com o Artigo 3 da Constituição da República Popular de Bangladesh de 1972, o bengali é estabelecido como a única língua oficial do país. Como resultado, o pangkhua não é incluído no currículo escolar.

### Organização Social
A vila de pangkhua Para é um núcleo sociopolítico baseado na etnia pangkhua, liderada por um chefe hereditário. Este cargo é transmitido dentro da mesma família e o líder representa a vila em questões legais e administrativas, além de supervisionar os assuntos da vila, incluindo a alocação de terras para a agricultura itinerante e a resolução de disputas internas. A organização em clãs é crucial na cultura pangkhua, sendo que existem 25 clãs e o casamento dentro do mesmo clã é estritamente proibido.

#### Território
O povo pangkhua é conhecido por sua industriosidade e autossuficiência, com a terra servindo como a base de seu tecido social, político e econômico. Diferente do conceito de propriedade privada prevalente em muitas culturas, a tradição pangkhua não permite a posse individual de terras. Em vez disso, a terra usada para habitação e agricultura é considerada propriedade comunitária. 
A construção de uma casa entre os pangkhua requer apenas o consentimento verbal dos vizinhos e do chefe da aldeia. No entanto, o processo de utilização de terras agrícolas opera de maneira ligeiramente diferente. Dada a variabilidade da fertilidade do solo, uma inspeção minuciosa das montanhas circundantes precede a seleção de terrenos adequados para cultivo. Uma vez identificados, postes de bambu são erigidos como marcadores para indicar a terra reivindicada. Em caso de disputa, o chefe da aldeia desempenha um papel crucial na mediação e resolução de conflitos.

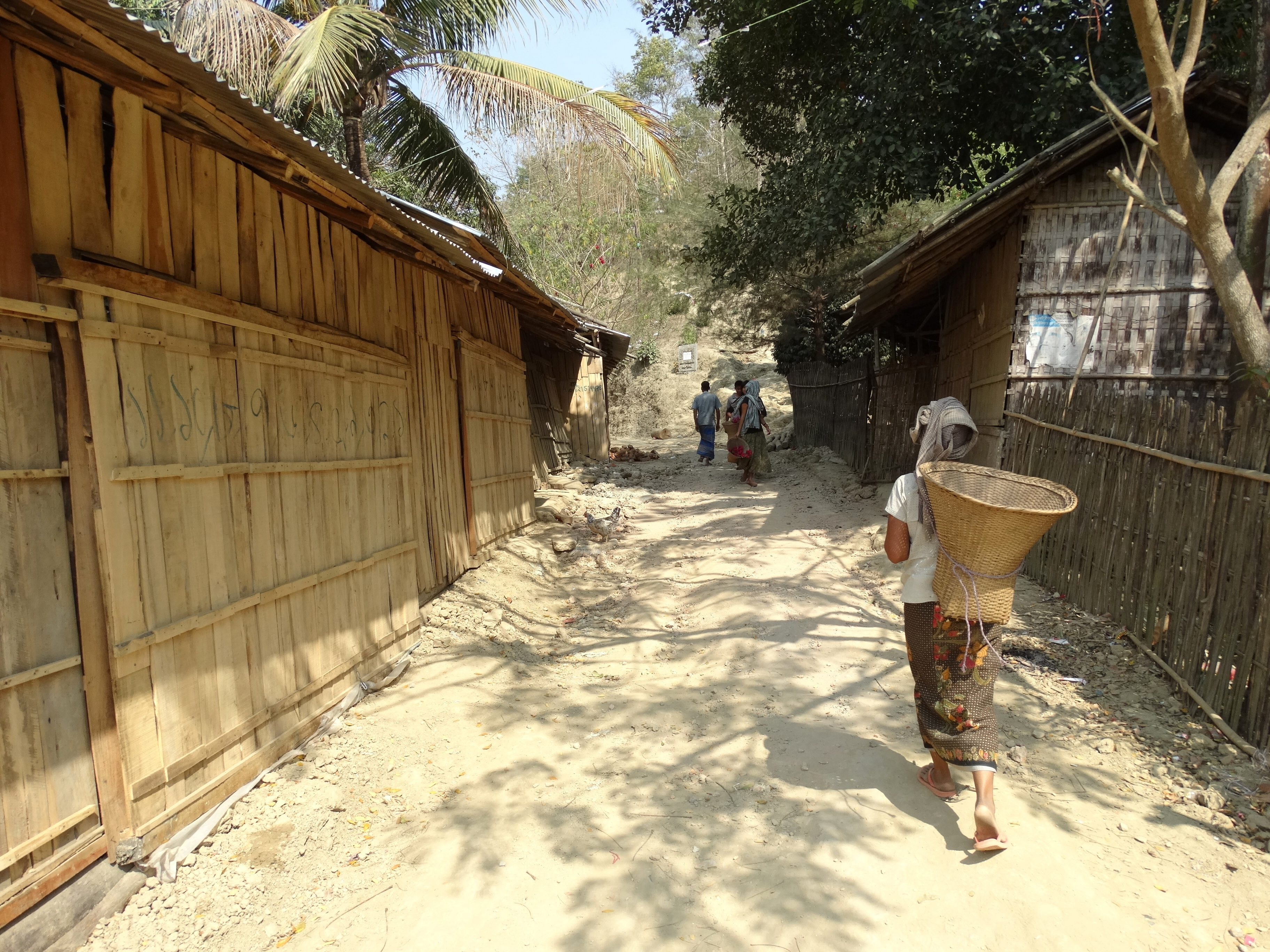
Rua - Ruma Bazar - Colinas de Chatigão

#### Habitação
As casas dos pangkhua geralmente ficam no topo das montanhas, aninhadas em meio a densas selvas, rios e lagos. Tradicionalmente, essas casas são construídas sobre altos postes de bambu, utilizando materiais extraídos das florestas circundantes, como madeira, palha e estanho para cobertura. Enquanto o estanho é frequentemente incorporado, a maioria dos materiais de construção é colhida nas selvas. Alguns indivíduos pangkhua começaram a construir edificações de concreto, embora essa prática ainda seja relativamente incomum.
Para o fornecimento de energia, a energia solar é prevalente em quase todas as residências.

#### Subsistência
A maioria do povo pangkhua pratica agricultura de subsistência, cultivando seu próprio arroz, frutas e vegetais. Além disso, eles criam animais como porcos, galinhas e patos. Tradicionalmente, o cultivo de arroz pangkhua segue uma técnica de "corte e queima" conhecida como "lou" em sua língua. Embora os fertilizantes químicos não fizessem parte dos métodos de cultivo tradicionais, muitos agricultores pangkhua agora os incorporam para manter os níveis esperados de produção, particularmente à medida que diminui a terra arável.
Alguns agricultores pangkhua compartilharam que o arroz que produzem agora os sustenta por apenas cerca de seis meses, em comparação a cerca de 25 anos atrás, quando suas colheitas não apenas supriam suas necessidades durante o ano todo, mas também permitiam a venda do excedente nos mercados locais. Além disso, os pangkhua cultivam diversas frutas, notadamente bananas e mangas, que vendem localmente.
Na pecuária, os pangkhua praticam investimentos mínimos. Suas galinhas e porcos circulam livremente ao redor das casas, enquanto vacas pastam nas selvas próximas. Animais domésticos buscam alimentos debaixo das casas construídas sobre altos postes de bambu, proporcionando amplo espaço para os animais circularem.

#### Alimentação e vestuário

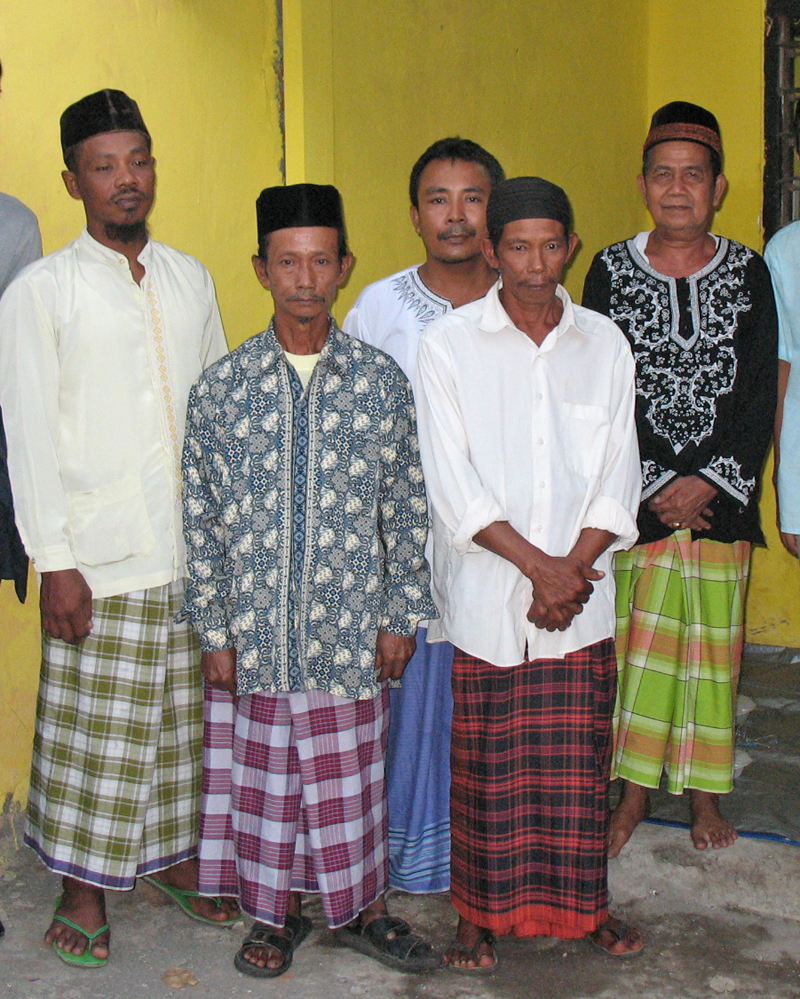
Homens vestindo Sarongue

O arroz serve como o principal alimento, e a carne é altamente valorizada entre os pangkhua, complementada por peixes e vegetais. Tipicamente, os pangkhua consomem duas refeições diárias. O café da manhã, desfrutado por volta das 10 ou 11 horas da manhã, frequentemente consiste em vegetais cozidos temperados com pasta de camarão ou carne seca, acompanhados de pimenta fresca amassada. O jantar, a principal refeição, é meticulosamente preparado, apresentando pratos como frango, porco e carne bovina, além de arroz. Ocasionalmente, eles se deliciam com um doce feito de uma variedade especial de arroz colina chamado Binny Dhan. Embora a carne de cachorro também seja consumida, sua popularidade está diminuindo devido ao estigma associado a ela nas comunidades vizinhas.
Quanto ao vestuário, os pangkhua geralmente evitam roupas tradicionais para o uso diário, optando por shorts e colete para os homens, acompanhados de uma toalha fina. As mulheres costumam usar um sarongue com uma blusa. No entanto, em ocasiões especiais, como o Natal, os homens vestem ternos, enquanto as mulheres usam trajes tradicionais pangkhua. O vestuário tradicional feminino inclui um grande xale colorido, uma blusa e um sarongue vibrante, adornado com um colar bordado. Os homens vestem trajes tradicionais durante rituais pangkhua, consistindo em um lenço colorido, uma camisa branca e um sarongue retangular.

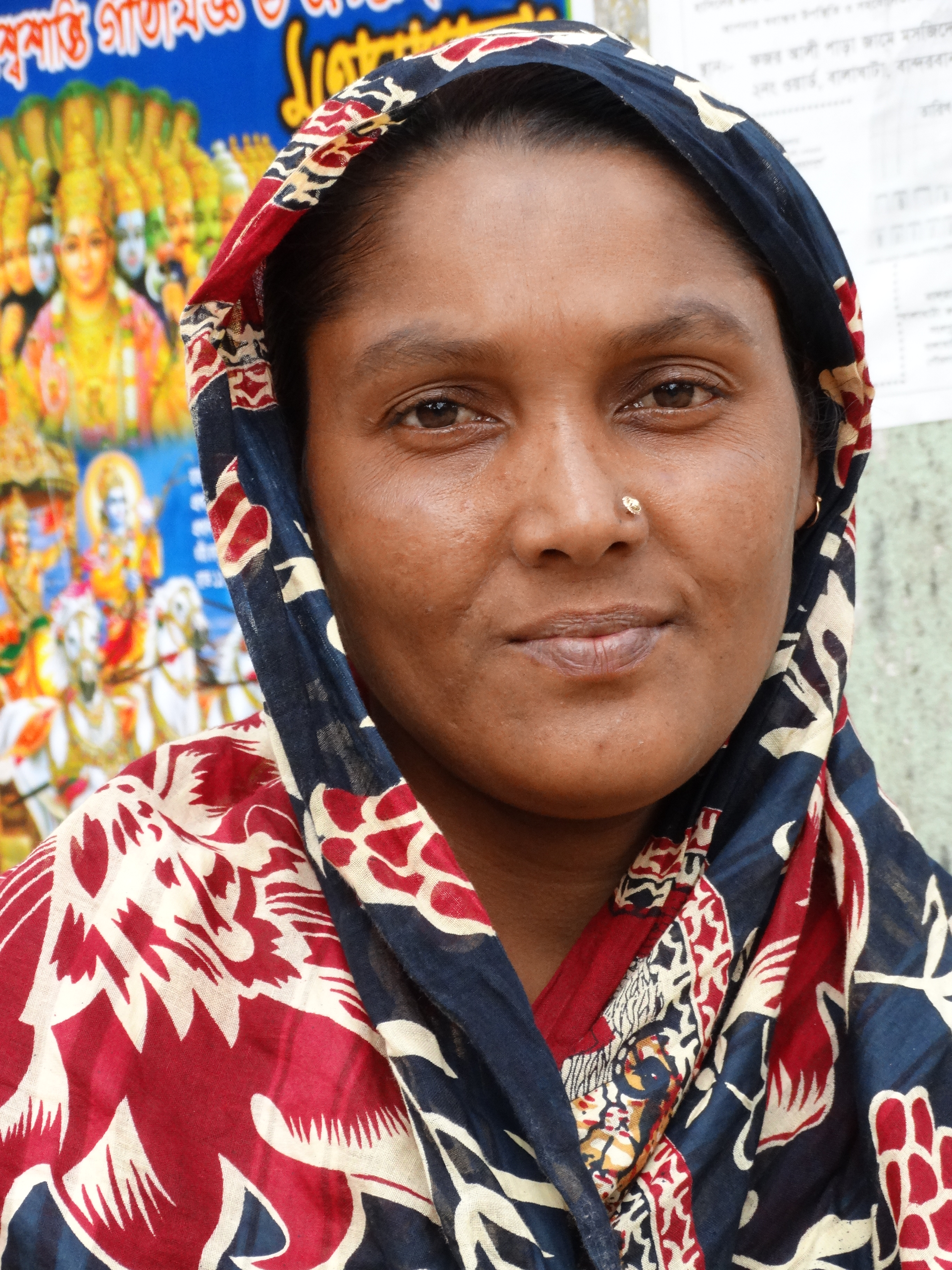
Mulher vestindo um xale colorido - Colinas de Chatigão

#### Vida cotidiana
A maioria do povo pangkhua leva um estilo de vida tradicional, centrado principalmente na agricultura. Embora seu modo de vida tenha evoluído ao longo do tempo, ele permanece profundamente enraizado nas práticas agrícolas.
Um casal pangkhua geralmente se levanta antes do amanhecer, por volta das 5 horas da manhã. Eles escovam rapidamente os dentes e partem para sua fazenda, uma jornada que pode levar entre uma a duas horas a pé. Eles trabalham na fazenda até as 10 ou 11 horas da manhã antes de retornarem para a primeira refeição do dia. Às vezes, apenas a mulher retorna para casa enquanto o marido continua trabalhando na fazenda durante o restante do dia.
Ao chegar em casa, a mulher realiza várias tarefas domésticas, como buscar água potável em um poço próximo ao rio, alimentar os animais, cortar madeira para cozinhar, secar arroz, varrer o chão e preparar o jantar. Por volta das 3 ou 4 horas da tarde, ela toma banho no rio próximo, retorna para casa e, se o tempo permitir, começa a tecer roupas.
Enquanto isso, o homem retorna da fazenda, toma banho no rio e se prepara para o jantar. As crianças acordam logo após seus pais saírem, completam algumas tarefas domésticas e vão para a escola. Uma menina mais velha frequentemente acompanha a mãe para buscar água no rio.
Por volta das 5 horas da tarde, toda a família vai à igreja, retornando por volta das 7 horas da noite para o jantar. Após o jantar, a mulher pode continuar tecendo roupas enquanto o homem visita lojas próximas para fumar e conversar com outros homens. É incomum que as mulheres participem desses encontros noturnos, embora algumas trabalhem como lojistas. Ocasionalmente, a família pode visitar amigos ou parentes após o jantar.

#### Animais e plantas
Uma diversidade de animais e plantas é encontrada em torno da aldeia pangkhua Para, profundamente entrelaçada com a vida material e espiritual do povo pangkhua. Animais de caça incluem pelo menos dois tipos de cervos, javalis, galinhas silvestres, porcos-espinhos, mangustos, pítons, esquilos, macacos, raposas, rãs e mais. Animais domésticos comuns na aldeia são porcos, galinhas, gatos e cachorros.
As principais árvores em pangkhua incluem Sakon, Invong Kung, Rabung Kung, Theihai Kung, Luui Kung, Umpang Kung, Barai Kung, Nipui Par Kung, Koingem Kung e Vairu Kung.
Além disso, a aldeia abriga numerosas plantas, algumas com valor medicinal. Entre essas plantas medicinais estão Napol, Ruite e Velnam.

### Literatura Oral
A literatura oral pangkhua é composta por contos de fadas, folclore, lendas, cantos, rimas, poemas, provérbios e canções. Essas formas literárias estão profundamente enraizadas nos elementos socio-históricos da vida pangkhua e são preservadas principalmente pelos membros mais velhos da comunidade. Cantar e dançar são partes integrantes da cultura pangkhua, e eles frequentemente organizam programas culturais onde se reúnem para cantar, dançar e compartilhar refeições.

Estado Chin no Myanmar

### História das Migrações
As origens e os primeiros movimentos do povo pangkhua são pouco documentados. Narrativas tradicionais e suposições gerais fornecem algumas informações sobre os tempos e padrões de suas migrações. De acordo com narrativas pangkhua e bawm, os primeiros movimentos traçáveis dos ancestrais pangkhua originaram-se do que é agora o estado Chin de Myanmar. Posteriormente, migraram para as colinas de Lushai (Mizoram, Índia) e, no século XVIII, seus ancestrais se mudaram para o que é agora o Distrito de Chatigão em Bangladesh.
Narrativas relatam que os ancestrais emergiram de uma caverna na terra, localizada no país Lushai perto da aldeia de Vanhuilen da tribo Burdaiya, visível até hoje, mas inacessível. Nos últimos dois séculos, esses povos se estabeleceram nas colinas de Lushai e Chin, onde suas línguas desenvolveram características distintas.
Em 1979, muitos pangkhua se mudaram para a atual localização na vila de pangkhua Para, no Upazilla de Bilaichari, no distrito de Rangamati, mais ao interior de Bangladesh.

### Vida Espiritual
Tradicionalmente, os pangkhua acreditavam em duas divindades: Patyen e Khozing. Patyen era considerado o deus supremo responsável pela criação do mundo, enquanto Khozing era reverenciado como a divindade patrona da tribo. Acreditava-se que o tigre servia como guardião de Khozing e não causava danos à tribo, considerados filhos de seu mestre. Os rituais e sacrifícios eram direcionados a Khozing, e indivíduos "possuídos" conhecidos como Kho-vang atuavam como intermediários entre Khozing e a tribo.

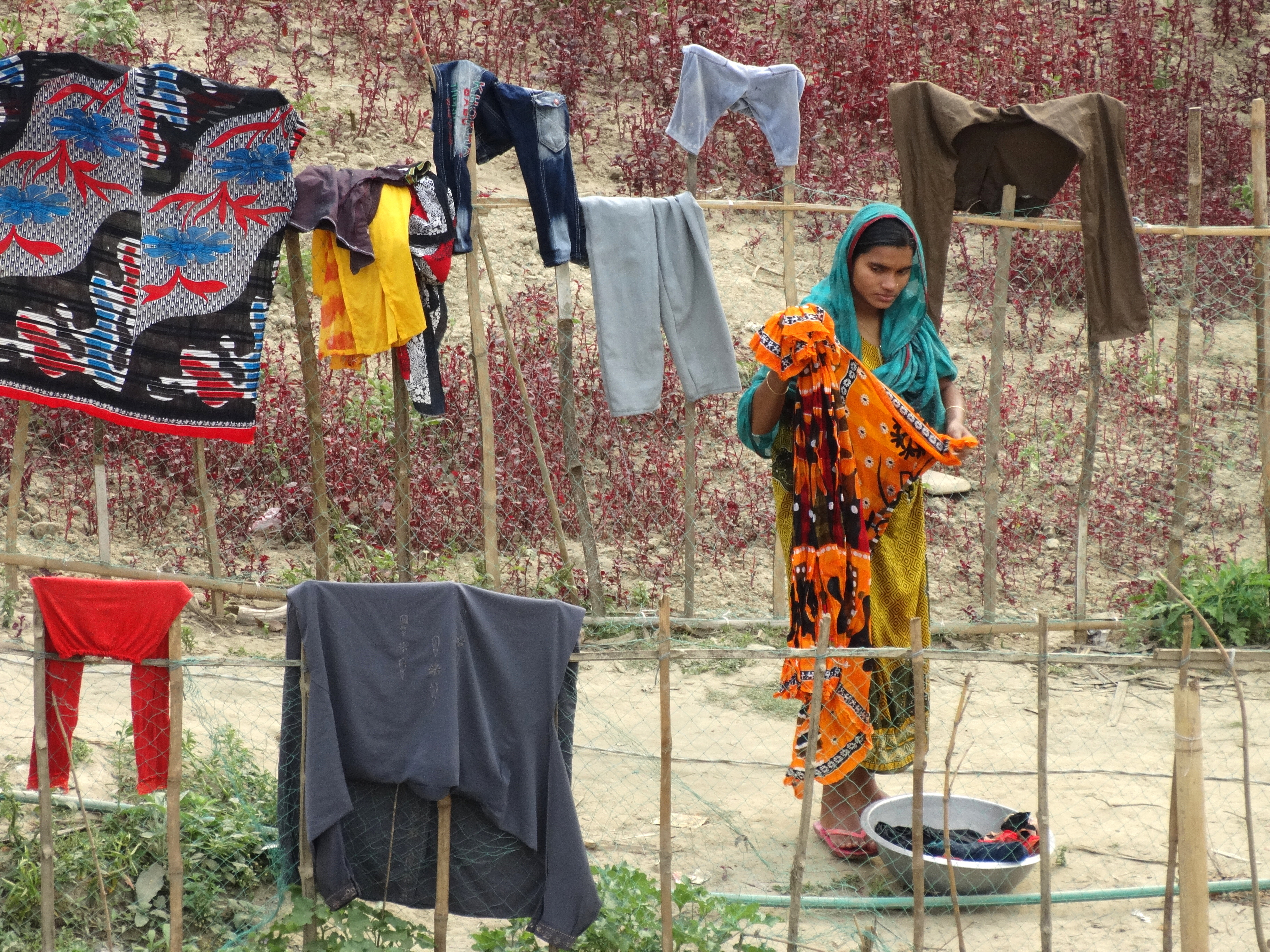
Mulher Estendendo Roupas ao longo do Rio Shangu - Colinas de Chatigão

### Perfil Sociolinguístico de Ameaça ao Idioma
Pesquisas indicam que o pangkhua está em uma condição vulnerável. A transmissão intergeracional foi significativamente interrompida, com a maioria dos jovens relatando que falam bangla melhor do que pangkhua. O número absoluto de falantes é cerca de 2.000, um dos mais baixos em Bangladesh. O uso do pangkhua é limitado aos domínios domésticos e sua presença em novos domínios é quase inexistente.
pangkhua não possui textos escritos ou materiais gravados adequados para iniciativas de educação e alfabetização. Falantes alfabetizados recorrem principalmente ao bangla para fins de escrita. A falta de reconhecimento constitucional e o predomínio do bangla como idioma de instrução também contribuem para a vulnerabilidade do pangkhua.
A maioria dos falantes considera o bangla como o idioma mais importante e advoga por seu uso como o principal meio de instrução nas escolas, embora uma proporção significativa também veja o inglês como importante. Há uma escassez notável de materiais escritos ou corpus textual no idioma.
Pesquisas indicam que o pangkhua enfrenta desafios na transmissão para as gerações mais jovens e está ausente em domínios significativos como educação e locais de trabalho.

## Fonologia
A língua pangkhua exibe um sistema fonológico sofisticado, cuja organização reflete tanto tradições históricas dos idiomas do grupo Kuki-Chin quanto inovações articulatórias próprias dos seus falantes. Seus componentes segmentais e suprassegmentais interagem de forma regular para estabelecer contrastes que são essenciais à diferenciação lexical e à estrutura morfológica. A seguir, detalham-se as características e especificidades de cada componente do sistema.
Nota sobre Notação Fonética:
- O til (~) indica variação alofônica.
- O diacrítico (͡) indica articulações duplas.

### Amostra de fala em pangkhua
Aqui

### Consoantes
As consoantes de pangkhua formam um inventário de 21 fonemas distribuídos em oito pontos de articulação. Esse sistema destaca-se pela distinção de vozeamento (fonemas tanto sonoros quanto surdos) na maioria dos pontos – com exceção dos grupos velar, glotal e das africadas – e por variações alofônicas influenciadas tanto por processos internos quanto por contatos linguísticos, como o empréstimo do mizo para a consoante oclusiva alveolar /t/ (por exemplo, em tan ‘começar’) - um empréstimo relativamente recente usado principalmente por falantes mais jovens do pangkhua (os falantes mais velhos utilizam a africada ts - tsan ‘começar’). Em posição inicial (ataque), a diversidade é maior, permitindo paradas aspiradas e não aspiradas, fricativas com alternância entre sibilantes (ex.: /s/ e /ʃ/) e sonorantes que se combinam para formar complexos agrupamentos. Na posição final (coda), entretanto, apenas cerca de 11 fonemas se realizam, predominando paradas desvozeadas, nasais, líquidas e uma consoante glotal que, além de delimitar a estrutura silábica, pode influenciar a realização tonal. Abaixo está a tabela de inventário consonantal no estilo AFI:
|             | Bilabial | Labiodental | Dental  | Alveolar | Pós-alveolar | Palatal | Velar | Glotal |
| ----------- | -------- | ----------- | ------- | -------- | ------------ | ------- | ----- | ------ |
| Plosiva     | p ⓘ b ⓘ  |             | t̪ ⓘ d̪ ⓘ |          |              | k, kʰ ⓘ |       | ʔ ⓘ    |
| Nasal       | m ⓘ      |             |         | n ⓘ      |              |         | ŋ ⓘ   |        |
| Vibrante    |          |             |         | r ⓘ      |              |         |       |        |
| Fricativa   |          | f ⓘ v ⓘ     |         |          | s~ʃ ⓘ z ⓘ    |         |       | h~ʔ ⓘ  |
| Aproximante |          |             |         |          |              | j ⓘ     |       |        |

#### Variação da Aspiração deph(Consoante Aspirada)
No caso da consoante ph, que é uma consoante bilabial aspirada, há uma diferença na intensidade da aspiração dependendo de sua posição na palavra. Quando ph aparece no início de uma palavra e também no início de uma sílaba, a aspiração tende a ser mais forte. Por exemplo, em palavras como phur (carregar), a aspiração é mais pronunciada. Porém, se a mesma consoante aparecer em uma posição inicial de sílaba, mas não no início da palavra, como em in.phi(vassoura), a aspiração será mais suave. Isso ocorre devido a um fenômeno linguístico chamado fortalecimento da aspiração em início de palavra, o que está relacionado ao contexto prosódico (a posição da palavra na frase, e como ela é destacada ou não).

#### Afetações Prosódicas e o Uso da parada glotal
A parada glotal representada pelo símbolo ʔ  tem um papel importante na marcação do tom e da prosódia em pangkhua. Ela pode aparecer no início de palavras que começam com uma vogal, mas sua presença não é marcada de forma clara no nível fonêmico. Em outras palavras, a presença da parada glotal não é obrigatória para a construção da palavra, mas ela ajuda a marcar uma pausa prosódica e pode indicar um tom baixo ou abrupto no final de uma palavra ou sentença.
Por exemplo, em uma frase como t̪iːt̪iht̪iʔ (dizer/repetir), a parada glotal aparece na versão mais forte da palavra t̪iʔ (o que indica que ela é uma forma final ou uma forma enfática), mas a parada glotal não é sempre pronunciada de maneira consistente quando a palavra está no meio da frase. Esse uso de ʔ marca a entonação final de uma sentença, que pode ser um tom baixo e abrupto, tipicamente presente nas conclusões de frases. Isso não se resume apenas a um símbolo fonético, mas envolve um componente prosódico e tonal importante.

#### Distribuição dos Fonemas nas Posições Silábicas
Em pangkhua, há restrições claras sobre quais consoantes podem aparecer em diferentes posições dentro de uma sílaba.
Por exemplo:
- Na coda (final da sílaba): Consoantes como b, ph, t̪h, kh, f, v, s, z e ts não podem ocorrer na coda (final de sílaba). Isso significa que somente certas consoantes podem aparecer no final de uma sílaba, como as nasais m, n e ŋ, ou as líquidas l e r.[32]
- Nas consoantes de parada (oclusivas): Quando uma consoante de parada ocorre no final de uma palavra ou sílaba, como p̚, t̪̚, k̚, ela não é liberada, ou seja, a articulação final é mais suave e não é completamente pronunciada. Esse fenômeno é o que chamamos de "parada não liberada", onde o som final de uma consoante de parada é incompleto, mas ainda faz parte da estrutura fonológica da palavra.[33]

#### Alternância entreseʃ(Sibilantes)
Em algumas palavras, há uma alternância entre os sons s (sibilante alveolar) e ʃ (sibilante postalveolar). Por exemplo, spode se transformar em ʃ em certos contextos, especialmente quando há influência externa de línguas como o bengali (do Bangladesh). Esse fenômeno de alternância entre s e ʃ é um exemplo de como línguas em contato podem alterar a fonologia de uma língua ao longo do tempo.
Em pangkhua, isso se manifesta com o som s sendo menos estável e, por vezes, se fundindo com o som postalveolar ʃ, uma característica que pode ser relacionada à influência de outras variedades linguísticas, como o bengali, onde s tende a ser pronunciado como ʃ.

#### Mudanças nas Fronteiras de Palavra (Sandhi)
O fenômeno de sandhi em pangkhua envolve a modificação de sons nas fronteiras de palavras, quando uma palavra se encontra com a seguinte. Por exemplo, em construções como jan (uma combinação de iː ‘o quê’ + an ‘curry’, significando "qual curry?"), ocorre uma mudança no som que pode ser explicada por um processo de fusão de sons na junção das palavras. 
Além disso, em contextos de sandhi, certas consoantes podem mudar ou desaparecer, enquanto outras podem se fundir, dependendo de como as palavras se conectam foneticamente. 

### Vogais
O sistema vocálico de pangkhua é constituído por sete fonemas, organizados de acordo com a posição da língua (anterior, central e posterior) e o grau de abertura (fechada, semifechada, média, semiaberta e aberta). Essa estrutura permite a diferenciação de significados através de pares mínimos, por exemplo, /pi/ versus /pu/ demonstrando contrastes semânticos (como em 'avó' e 'avô') ou an vs. pɑŋ (‘curry’ e ‘corpo’). Além dos monofongos, o idioma apresenta uma variedade de ditongos e tritongos, que se distribuem em lexemas tanto monossilábicos quanto em palavras compostas. Tais sequências vocálicas enriquecem a expressividade e possibilitam variações de duração e timbre, frequentemente interagindo com o sistema tonal. A tabela abaixo descreve o inventário vocálico em notação AFI:
|             | Anterior | Central | Posterior |
| ----------- | -------- | ------- | --------- |
| Fechada     | iⓘ       |         | uⓘ        |
| Semifechada | eⓘ       |         |           |
| Média       |          | əⓘ      |           |
| Semiaberta  |          | ʌⓘ      |           |
| Aberta      | aⓘ       |         | ɒⓘ        |

#### Alternância de e e æ
- Sílabas Fechadas: Em pangkhua, a vogal "e" (fechada média) pode alternar com a vogal "æ" (mais aberta) em certas palavras. Essa troca ocorre somente em sílabas fechadas, ou seja, quando a sílaba termina em uma consoante. Em palavras específicas, essa alternância entre e e æ não é apenas uma questão de variação fonética — ela pode mudar o significado da palavra.[38]

Exemplo:
1. ek (‘fezes’) / æk (‘fezes’)
2. keŋ (‘cintura’) / kæŋ (‘cintura’)

Note que a alternância e / æ ocorre em palavras como essas, mas a diferença entre elas não é apenas fonética. O que importa é o contexto em que isso acontece. Em muitas palavras, a troca entre essas vogais pode ser percebida como uma variação dialetal ou uma forma menos estável de pronunciar essas palavras. 
- Além da alternância entre as vogais e e æ em sílabas fechadas, há um fenômeno interessante onde, em algumas palavras, essas duas vogais podem contrastar de forma mais evidente. Em certos contextos lexicais, esse contraste se torna significativo para o significado da palavra.[38]

Exemplos:
1. eŋ ('luz') vs æŋ ('cúrcuma')
2. keŋ ('fezes') vs kæŋ ('cintura')

Quando você ouve as palavras, percebe que a diferença entre e e æ pode ser relevante para entender o significado, especialmente em palavras que não são intercambiáveis. Esse fenômeno é lexicamente condicionado: nem todas as palavras que têm e ou æ alternam entre as duas, apenas algumas delas.

#### Duração das Vogais e Variação na Duração
Em pangkhua, a duração da vogal pode ter um papel importante para distinguir significados, e isso está relacionado com a síntese da palavra. Por exemplo, as vogais longas e curtas podem alterar o sentido das palavras. Exemplo:
1. pa [pɑ:] ('pai') — a vogal a é prolongada porque está em uma síntese final, ou seja, é a última sílaba da palavra.
2. pi [pi:] ('avó') — a vogal i também é longa porque ocorre no final da palavra.

Por outro lado, sílabas fechadas (com consoantes finais) geralmente não têm vogais longas. Isso cria um contraste importante entre palavras que têm a mesma sequência de consoantes, mas com diferentes durações vocálicas, o que implica um distinção semântica.

#### Ditongos
Muitas sequências de vogais são analisadas como ditongos, que, além de ocorrerem em palavras compostas, também formam lexemas monossilábicos básicos. Entre os ditongos de pangkhua, encontram-se:
- ɑi (sɑi – ‘arroz cru’)
- ɑu (ɑu – ‘chamar’)
- ei (nei – ‘ter’)
- eu (heu – ‘inteiramente’)
- əu (kəu – ‘CONF’)
- ou (lou – ‘jhum’)
- ia (siɑn – ‘amigo’)
- uɑ (tʃuɑn – ‘trabalho’)
- ui (ui – ‘cão’)

Em certos contextos, ocorrem variações como a monotongação do ditongo ou (passando a ser ouvido como uma vogal posterior arredondada) a realização aberta da componente u em ua (resultando em oa). O sistema também admite dois tritongos – uai (que pode variar para oai) e iau –, como observado em palavras como buɑi (‘vestir’) e khuɑi (‘quebrar’).
- Monofonização de ditongos (ou ou se tornando o)

Pangkhua tem ditongos como ou, mas em alguns casos, esses ditongos se tornam vogais simples. Especificamente, o ditongo ou pode se monofonizar, ou seja, o u final do ditongo pode ser apagado ou reduzido em certos contextos.
Exemplo:
1. A palavra rou ('seco') pode ser pronunciada de forma mais simples como roŋɑm ('coragem').
2. A palavra lou ('campo de arroz') pode ser ouvida como loŋ ('campo').

Essa mudança é importante para o fluxo da linguagem e tem um efeito no ritmo da fala, além de impactar as distinções fonológicas que podem ser percebidas. O ditongo ou geralmente ocorre no início da palavra, mas em alguns casos, a tendência é simplificar para uma forma de vogal mais fechada e simples, eliminando o u final.
- Instabilidade do ditongo ua

Outro fenômeno interessante em pangkhua é o comportamento do ditongo ua. Este ditongo é instável, o que significa que, dependendo do contexto, ele pode ser pronunciado de maneiras diferentes, sem seguir uma regra fixa de pronúncia. A vogal u no início do ditongo ua pode se tornar uma forma mais aberta como o som de o, resultando em uma variante fonética do ditongo.
Exemplos de Instabilidade:
1. khuɑ (‘vila’) pode ser pronunciado como khoɑ.
2. ruɑ (‘bambu’) pode ser ouvido como roɑ.

A instabilidade do ditongo ua é importante para a compreensão das variações fonéticas de palavras, principalmente porque ele pode se comportar de forma diferente dependendo do falante ou do contexto fonético.

#### Uso de Tritongos em pangkhua
Tritongos são mais comuns nas palavras básicas e não resultam de afixos ou compostos, o que os torna ainda mais integrados à estrutura fonológica da língua. A pronúncia dessas sequências de três vogais pode variar dependendo da velocidade da fala ou da ênfase, mas o padrão básico ainda envolve essa sequência complexa de sons.
Exemplos de Tritongos:
1. uai como em buɑi ('vestir')
2. iau como em maliɑu ('ferir')

### Tons
O sistema tonal do pangkhua, com seus dois tons contrastivos – alto e baixo –, desempenha um papel essencial na formação e diferenciação lexical. A realização fonética desses tons, juntamente com suas interações em combinações de palavras compostas e seu impacto na duração e no comportamento do pitch, demonstram a complexidade do sistema tonal dessa língua. A pesquisa revela que, embora o número de tons e suas realizações fonéticas possam variar em línguas relacionadas, o pangkhua mantém uma distinção clara e funcional entre os dois tons principais, essencial para a semântica e estrutura fonológica da língua.
Tom Alto: Palavras pronunciadas com tom alto exibem um contorno de pitch relativamente estável, com uma elevação média que se mantém ao longo da sílaba. Além disso, tendem a apresentar uma duração de pronúncia um pouco maior e uma variação mínima entre o pitch no início e no final da sílaba.
Tom Baixo: Por outro lado, o tom baixo é caracterizado por um contorno descendente, no qual a frequência inicia em um patamar e sofre uma queda acentuada até o final da sílaba. Essa diferença no contorno é decisiva para a distinção semântica entre pares lexicais.

#### Comportamento dos Tons em Composições
O comportamento dos tons nas combinações de palavras compostas também é significativo. Quando morfemas com tons diferentes se combinam, como no caso de um morfema de tom alto seguido de um morfema de tom baixo (ou vice-versa), o contorno tonal de cada palavra mantém-se inalterado, independentemente da ordem das palavras compostas. Por exemplo, ao compor o verbo vá ‘fonte’ com o morfema sák ‘todos’ (H-H) ou kài ‘meu’ (L-H), o tom de vá permanece alto em ambos os casos, e o tom de và ‘pássaro’ mantém-se baixo, independentemente da ordem na qual as palavras são combinadas. Isso reforça a estabilidade tonal de cada palavra individual na composição, independentemente da interação com outros morfemas de tom diferente.
Estudos fonéticos com pares mínimos demonstram de forma consistente que a variação tonal é o elemento distintivo na língua pangkhua. Em cada par, a única diferença perceptível entre as palavras é justamente o traço tonal, que resulta em diferentes contornos de pitch e, consequentemente, em significados distintos. Por exemplo:
| Palavra (Tom Alto) | Significado       | Palavra (Tom Baixo) | Significado |
| ------------------ | ----------------- | ------------------- | ----------- |
| vá                 | fonte/cachoeira   | và                  | pássaro     |
| ín                 | dormir            | ìn                  | casa        |
| lóu                | medicina          | lòu                 | agricultura |
| sáːi               | elefante          | sài                 | arroz cru   |
| d̪ár                | sino              | d̪àr                 | ombro       |
| páŋ                | grande recipiente | pàŋ                 | corpo       |

### Fonotática
A formação de sílabas na língua pangkhua é governada por regras específicas. Uma sílaba é composta por um ataque (início consonantal), núcleo (parte vocálica) e coda (final consonantal). A estrutura básica pode ser descrita como CV, onde C representa uma consoante e V uma vogal. Sílaba mínima: V; máxima: CCVCC. Exemplos de combinações possíveis:
- CV: /ka/
- CVC: /kan/
- CCV: /kla/
- CCVC: /klam/

A seguir, as regras fonotáticas detalhadas:
| Componentes | Estrutura                    | Exemplos  |
| ----------- | ---------------------------- | --------- |
| V           | Núcleo                       | /ə/       |
| CV          | Ataque + Núcleo              | /ma/      |
| CCV         | Ataque duplo + Núcleo        | /t̪h liː/  |
| VV          | Núcleo alongado              | /ui/      |
| VC          | Núcleo + Coda                | /in/      |
| CVV         | Ataque + Núcleo alongado     | /kai/     |
| CVC         | Ataque + Núcleo + Coda       | /mit̪/     |
| CCVC        | Ataque duplo + Núcleo + Coda | /t̪lɑŋ/    |
| CVVV        | Ataque + Núcleo triplo       | /k h uai/ |

A estrutura silábica e as propriedades fonotáticas do pangkhua revelam uma língua sensível à quantidade, distinguindo entre sílabas leves e pesadas, e com a presença de palavras sesquisilábicas. A forma básica da sílaba, representada por (G/L)V(X) (G = glide, como [w] ou [j], ou L = lateral, como [l]; V = vogal; e X = coda), mostra que o núcleo vocálico é obrigatório, enquanto os demais elementos (glide ou lateral e o segmento final, que pode ser consoante ou vogal) são opcionais, criando uma variedade de formas silábicas dentro de restrições fonotáticas específicas. As palavras sesquisilábicas são compostas por uma sílaba reduzida seguida de uma sílaba pesada, que carrega a prosódia e o contraste tonal, como evidenciado em análises acústicas que destacam a maior duração e variação tonal da segunda sílaba. Dessa forma, a interação entre a estrutura silábica e as restrições fonotáticas confere ao pangkhua um sistema linguístico complexo, em que a organização dos elementos sonoros é crucial para a transmissão de significado.
Tabelas relevantes:
| Tipo                  | Som                                             |
| --------------------- | ----------------------------------------------- |
| Plosivas e Fricativas | p, ph, t̪, t̪h, k, kh, ʔ, b, d̪, f, s, h, t͡s, v, z |
| Líquidas              | r, l                                            |
| Nasais                | m, n, ŋ                                         |
| Semivogais            | w, j                                            |
| Vogais                | i, iː, u, e, eː, ə, æ, ʌ, ɑ, ɑː, ɒ              |
| Codas                 | p̚, t̪̚, k̚, ʔ, h, m, n, ŋ, r, l, j                 |
| Níveis de Tons        | i, u, e, ɑ                                      |

| Estrutura da sílaba | Exemplo | Tradução              |
| ------------------- | ------- | --------------------- |
| VC.CVː              | ənhuː   | ‘quente’              |
| VC.CVV              | ənd̪əu   | ‘guerra’              |
| VC.CVC              | ənd̪ɑk   | ‘berinjela’           |
| VC.CVVC             | ənriɑŋ  | ‘pobre’               |
| CV.CVː              | rənu:   | ‘seio’                |
| CV.CVː              | səkhiː  | ‘veado’               |
| CV.CVC              | mət͡sɑl  | ‘testa’               |
| CV.CVC              | rəsɑm   | ‘lavar’               |
| CV.CVVC             | mət͡suɑp | ‘pulmão’              |
| CV.CVVC             | rəhuɑn  | ‘lugar de jardinagem’ |
| CV.CVʔ              | məkɑʔ   | ‘disparar’            |
| CV.CVVV             | məliɑu  | ‘danificar’           |

### Transformações fonológicas
As transformações fonológicas podem ser agrupadas de acordo com os fenômenos que afetam os segmentos e a prosódia das palavras.

#### Monotongação
A monotongação ocorre quando um ditongo se transforma em um monotongo quando seguido por uma sílaba. Esse processo é obrigatório neste ambiente, como demonstrado no exemplo de "əi" tornando-se "ə" quando seguido pela sílaba "rə" em rəmiŋ (nome).
- Exemplo: /kəi/ > /kə/

#### Deleção de Vogal/Síncope
A deleção de vogal ou síncope ocorre quando uma sequência de sílabas leves resulta na formação de uma sílaba pesada pela deleção de material na segunda sílaba leve. Essa transformação pode ocorrer também em uma sequência de sílabas leve-pesada, onde a segunda sílaba perde material.
- Exemplo (leve-leve > pesado): "əvkal" > "əv.kal"
- Exemplo (leve-pesado > pesado): "pe=ɑt̪=ei" > "pe=ɑt̪"

#### Deleção da Consoante Inicial
A deletação da consoante inicial ocorre quando a fricativa glotal /h/ é apagada no início de palavras ou sílabas, sendo um fenômeno comum no início das palavras, como mostrado em vários exemplos de "h" sendo deletado.
- Exemplo: /hɑ/ > /ɑ/

#### Deleção de Sílabas
A deletação de sílabas ocorre devido a um processo de degeminação e síncope, em que uma sílaba inteira pode ser deletada quando seguida por uma sílaba com coda idêntica. Essa transformação é um fenômeno de redução, em que a sílaba causativa, por exemplo, é excluída, dependendo do contexto da frase.
- Exemplo: "mɑ-k h" > "k h"
- Exemplo: /k hɑm/ > /k h/

#### Assimilação
A assimilação é um fenômeno no qual um som muda seu ponto de articulação para se assemelhar ao som seguinte. No caso da assimilação de nasais, o nasal "n" pode mudar de um ponto de articulação velar para bilabial (tornando-se "m") quando seguido por um nasal bilabial. Esse processo é um exemplo de assimilação anticipatória.
- Exemplo: /n/ > /m/ (em /hɑn=mɑ-kh/)

#### Abreviação de Vogal
A abreviação de vogal ocorre quando uma vogal longa se torna uma vogal curta quando seguida por uma sílaba com uma consoante inicial. Isso é uma transformação que visa a simplificação da estrutura silábica e pode ser observada em várias palavras que perdem a qualidade de vogais longas.
- Exemplo: /pa:/ > /pat̪eʔ/

#### Epêntese
A epêntese ocorre quando uma vogal ou consoante é inserida em uma palavra, geralmente para facilitar a transição entre as sílabas. No caso da epêntese da fricativa glotal /h/, ela é inserida antes de uma vogal inicial quando seguida de uma sílaba com estrutura de vogal inicial).
- Exemplo: /ə=en=t̪ɑ/ > /ɒhɑ pɑt̪e=tsu/

#### Desvozeamento
O desvozeamento ocorre quando um som sonoro se torna surdo, o que pode ser observado em fenômenos como a transformação do "l" lateral de sonoro para surdo, especialmente quando ocorre depois de uma oclusiva surda, ou o "n" final da sílaba que se torna surdo quando silábico e seguido por uma sílaba com consoante inicial.
- Exemplo (lateral): /l/ > /l̥/ (de "t̪hl̥ɑŋ")
- Exemplo (nasal): /n̥/ (de "ənd̪əu")

### Prosódia
Em pangkhua, a prosódia desempenha um papel essencial na construção das palavras fonológicas e gramaticais, impactando a forma como as unidades de som são estruturadas e interpretadas. A relação entre fonologia e sintaxe, a assimilação, e as interações entre afixos e clíticos são áreas chave onde a prosódia influencia tanto a forma quanto a função das palavras na língua. 

#### Palavras Fonológicas e Palavras Gramaticais
Em pangkhua, existe uma distinção importante entre palavras fonológicas e palavras gramaticais. A palavra fonológica pode ser definida como a unidade mínima do som que tem relevância para a prosódia, enquanto a palavra gramatical é uma unidade que é reconhecida pela sintaxe da língua. Em muitas situações, uma palavra fonológica pode coincidir com uma palavra gramatical. Isso ocorre porque, frequentemente, uma unidade fonológica que é pronunciada como uma unidade coesa também tem uma coesão sintática, seguindo a ordem fixa e a não-recursividade dos morfemas. Um exemplo disso é o caso de "kərilət̪" , onde os morfemas são pronunciados juntos como uma unidade fonológica e gramatical, respeitando a estrutura sintática e prosódica da língua.
No entanto, essa correspondência entre palavra fonológica e gramatical nem sempre ocorre. Em alguns casos, a estrutura fonológica e a estrutura gramatical não se alinham completamente. Por exemplo, a forma nominalizadora “=mi” se liga fonologicamente ao copulativo "tsaŋ", mas sua função gramatical está mais relacionada à palavra "am". Isso mostra como a prosódia pode influenciar a forma como as palavras são estruturadas, mas a sintaxe pode diferir da organização fonológica.

#### Assimilação e Processos Fonológicos
A assimilação é um processo fonológico importante no pangkhua, que pode ocorrer dentro de uma palavra fonológica, mas não entre palavras fonológicas separadas. Em exemplos como o da locativa "vaŋ=in", a assimilação ocorre dentro de uma única palavra fonológica, onde o vocábulo “in” assimila a vogal alta devido à proximidade com o radical “vaŋ”. No entanto, se as palavras não fazem parte da mesma unidade fonológica, como em "t̪uɑ ninin hihihi", onde “=in” segue um vocábulo com uma vogal baixa, não há assimilação entre as palavras, pois elas estão separadas fonologicamente.
Além disso, regras fonológicas, como a exclusão de uma parada glotal no final de uma palavra, também mostram que a fonologia no pangkhua se aplica apenas dentro de uma palavra fonológica. Como ilustrado em "muʔ=t̪ɑ", onde o som final de “muʔ” (a parada glotal) é omitido quando seguido por “=t̪ɑ” dentro da mesma palavra fonológica. Porém, se a mesma palavra se encontra em uma frase com outra palavra fonológica, a parada glotal não será deletada, como no exemplo “ruah”.

#### Afetos Prosódicos e Clíticos
Afetos prosódicos no pangkhua também incluem a distinção entre afixos e clíticos. Embora ambos os tipos de morfemas sejam fonologicamente dependentes, eles desempenham diferentes funções gramaticais. A principal diferença reside no fato de que os afixos estão mais próximos ao radical da palavra, enquanto os clíticos podem se afastar de suas palavras principais e se unir a diferentes tipos de constituintes. Em pangkhua, os clíticos podem se unir a substantivos, verbos, e outras palavras, como ilustrado pelos exemplos "kə=kut̪" e "kə=kɑl" , enquanto afixos como "-pe" (ben) estão sempre mais próximos ao verbo ao qual se associam.
Em termos fonológicos, lexemas (como “muʔ” para "ver") podem ter uma sonoridade mais complexa, incluindo paradas glotais, enquanto afixos e clíticos, por sua natureza mais dependente, têm uma sonoridade mais reduzida e não podem ser o núcleo prosódico de uma unidade fonológica.

## Ortografia

### Sistema de Escrita
A língua pangkhua utiliza um sistema de escrita baseado no alfabeto latino, com adaptações para representar sons específicos da língua. A escrita segue a direção horizontal, da esquerda para a direita, como ocorre no português e no inglês. Além das letras do alfabeto latino básico, o sistema pangkhua faz uso de diacríticos para marcar tons e nasalização, o que é essencial para a distinção lexical na língua. Esse sistema de escrita permite que a língua pangkhua seja escrita de maneira eficiente e compreensível tanto para falantes nativos quanto para linguistas e pesquisadores.
A língua pangkhua utiliza um sistema de escrita fonográfico baseado no alfabeto latino, adaptado para representar com precisão seus fonemas. O sistema foi desenvolvido para acomodar tanto os fonemas comuns às línguas regionais quanto os sons distintos do pangkhua, incluindo consoantes como /ŋ/ e /ʔ/, que não têm representação direta no português. Os tons são indicados principalmente por acentos gráficos, como o acento agudo (´) para tom alto e o acento grave (`) para tom baixo. A nasalização é representada pelo til (~), de forma semelhante ao uso no português. A escrita segue a direção horizontal, da esquerda para a direita. As tabelas a seguir apresenta a correspondência entre grafemas e fonemas, juntamente com exemplos de pronúncia comparativa em português.

### Grafema‑Fonema para a Língua pangkhua
| Grafema | Fonema | Exemplo de Uso | Pronúncia Comparativa |
| ------- | ------ | -------------- | --------------------- |
| ⟨a⟩     | /a/    | ⟨pa⟩ /pa/      | Como "a" em "pato"    |
| ⟨e⟩     | /e/    | ⟨se⟩ /se/      | Como "e" em "você"    |
| ⟨i⟩     | /i/    | ⟨ki⟩ /ki/      | Como "i" em "lima"    |
| ⟨o⟩     | /o/    | ⟨po⟩ /po/      | Como "o" em "lobo"    |
| ⟨u⟩     | /u/    | ⟨tu⟩ /tu/      | Como "u" em "luto"    |
| ⟨ã⟩     | /ã/    | ⟨mã⟩ /mã/      | Como "ã" em "irmã"    |
| ⟨õ⟩     | /õ/    | ⟨põ⟩ /põ/      | Como "õ" em "camarão" |

| Grafema | Fonema | Exemplo de Uso | Pronúncia Comparativa                                           |
| ------- | ------ | -------------- | --------------------------------------------------------------- |
| ⟨p⟩     | /p/    | ⟨pa⟩ /pa/      | Como "p" em "pato"                                              |
| ⟨t⟩     | /t/    | ⟨ta⟩ /ta/      | Como "t" em "tatu"                                              |
| ⟨k⟩     | /k/    | ⟨ka⟩ /ka/      | Como "c" em "casa"                                              |
| ⟨b⟩     | /b/    | ⟨ba⟩ /ba/      | Como "b" em "bola"                                              |
| ⟨d⟩     | /d/    | ⟨da⟩ /da/      | Como "d" em "dado"                                              |
| ⟨g⟩     | /g/    | ⟨ga⟩ /ga/      | Como "g" em "gato"                                              |
| ⟨m⟩     | /m/    | ⟨ma⟩ /ma/      | Como "m" em "mala"                                              |
| ⟨n⟩     | /n/    | ⟨na⟩ /na/      | Como "n" em "nada"                                              |
| ⟨ŋ⟩     | /ŋ/    | ⟨ŋa⟩ /ŋa/      | Como "ng" em "sing" (ING)                                       |
| ⟨s⟩     | /s/    | ⟨sa⟩ /sa/      | Como "s" em "sapo"                                              |
| ⟨z⟩     | /z/    | ⟨za⟩ /za/      | Como "z" em "zebra"                                             |
| ⟨f⟩     | /f/    | ⟨fa⟩ /fa/      | Como "f" em "faca"                                              |
| ⟨v⟩     | /v/    | ⟨va⟩ /va/      | Como "v" em "vaca"                                              |
| ⟨ʃ⟩     | /ʃ/    | ⟨sha⟩ /ʃa/     | Como "ch" em "chave"                                            |
| ⟨ʒ⟩     | /ʒ/    | ⟨zha⟩ /ʒa/     | Como "j" em "janela"                                            |
| ⟨l⟩     | /l/    | ⟨la⟩ /la/      | Como "l" em "lata"                                              |
| ⟨r⟩     | /r/    | ⟨ra⟩ /ra/      | Como "r" em "rato" ou "tt" em "butter" (ING, sotaque americano) |

| Diacrítico | Função                   | Exemplo  | Pronúncia Comparativa                  |
| ---------- | ------------------------ | -------- | -------------------------------------- |
| ⟨´⟩        | Acento agudo (tom alto)  | ⟨á⟩      | Semelhante ao espanhol em "mamá" (ESP) |
| ⟨`⟩        | Acento grave (tom baixo) | ⟨à⟩      | Semelhante ao francês em "voilà" (FR)  |
| ⟨~⟩        | Nasalização              | ⟨ã⟩, ⟨õ⟩ | Como "ão" em "camarão"                 |

## Gramática
A gramática do pangkhua é caracterizada por um sistema complexo de formação de palavras, organização morfológica e sintática que abrange morfemas, processos de derivação, indexação de argumentos e variadas estruturas oracionais. A seguir, apresentam-se de forma enciclopédica os diversos componentes que compõem a gramática da língua.

### Artigos
Embora a língua não possua uma classe independente de artigos como em línguas como o português ou o inglês, a definitude é expressa por meio de outros mecanismos gramaticais, como a afixação e os pronomes demonstrativos. Eles desempenham um papel fundamental na determinação da definitude de um substantivo, marcando se a referência ao objeto é específica e identificável ou genérica. 

#### Marcadores de definitude
O principal marcador de definitude em pangkhua é o morfema =hɑ, que funciona como o artigo definido. Esse marcador é utilizado para indicar que o substantivo que acompanha é específico e conhecido no contexto discursivo. Por exemplo, em uma frase como "kɑr=in=hɑ", onde "kɑr" significa "tempo" e o sufixo "=hɑ" indica que se trata de um "tempo específico", a definitude é clara.
Além de =hɑ, o uso de outros elementos demonstrativos pode reforçar a definitude. Um exemplo disso é a combinação do demonstrativo proximal "hi" ou do demonstrativo distal "huɑ" com o substantivo, que ajuda a identificar com maior precisão o objeto de referência, embora não desempenhem a função exclusiva de artigos definidos.

#### Indefinição
pangkhua não tem um morfema específico para o artigo indefinido como em algumas línguas. No entanto, o uso de substantivos sem marcação de definitude ou a presença de demonstrativos de distância como "huɑ" (distal) podem sugerir uma noção de indefinido, ou seja, algo não especificamente identificado no contexto.
Em situações de indefinição, o substantivo aparece sem um marcador de definitude e sem a presença de um morfema que indique especificidade. A ideia de indefinido pode ser transmitida pela ausência do marcador =hɑ e pela construção de frases mais gerais.

#### Uso de Marcadores para Especificação
Embora pangkhua não possua uma classe independente de artigos, a língua faz uso dos demonstrativos para distinguir entre o que é conhecido ou novo no discurso. O marcador proximal =hi ‘prox’, o distal huɑ ‘dist’, e o hyperdistal k h iː ‘hdst’ são usados para fornecer uma noção de proximidade, distância e especificidade, o que muitas vezes substitui o papel de artigos em outras línguas. Esses demonstrativos podem, por exemplo, marcar a definitude de um substantivo ao estabelecer uma relação de proximidade ou distância com o falante ou com o contexto.
Além disso, a língua pangkhua usa a marcação de tópico para fornecer uma noção adicional de definitude ou especificidade. O marcador de tópico =tsu é frequentemente usado em construções onde o sujeito ou o predicado do discurso é destacado como conhecido ou importante para o contexto, o que, de certa forma, equivale à noção de um artigo definido.

#### Uso de numerais
O numeral khát-kā (um), é usado como um artigo indefinido. A definitude é marcada pelo uso de pronomes demonstrativos ou cláusulas relativas. Assim, mi-riem khák-kā, homem um, um homem; o-má inn-ā, naquela casa, na casa; ā-kal-nā rūm, ele ido-tendo colina, a colina na qual ele tinha ido. O sufixo kā em khát-kā é usado sozinho como um artigo indefinido; assim, pā kā (um pai).

### Pronomes
Os pronomes no pangkhua têm formas específicas para indicar posse, pessoas e objetos, adaptando-se ao contexto da frase.
| Categoria          | Pronome Singular | Pronome Plural | Função                        | Exemplo                           |
| ------------------ | ---------------- | -------------- | ----------------------------- | --------------------------------- |
| Pessoais (Sujeito) | ŋ̍g               | ŋ̍g-le̋          | Indica o sujeito da frase     | ŋ̍g bɒ̋. (Eu fiz.)                  |
| Pessoais (Objeto)  | ŋ̍g               | ŋ̍g-le̋          | Usado como objeto direto      | Ve̋r ŋ̍g-le̋. (Vi você.)             |
| Possessivos        | ŋ̍g-nɔ̋            | ŋ̍g-le̋-nɔ̋       | Indica posse                  | ŋ̍g-nɔ̋ bɒ̋. (Meu livro.)            |
| Demonstrativos     | ti̋               | ti̋-le̋          | Indica algo específico        | Ti̋ bɒ̋. (Ele fez isso.)            |
| Interrogativos     | ma               | ma-le̋          | Usado para perguntas          | Ti̋ ma? (Ele fez?)                 |
| Reflexivos         | si               | si-le̋          | Refere-se ao sujeito da frase | Ti̋ si bɒ̋. (Ele fez isso sozinho.) |

Classificações:
- Pessoais (Sujeito): Representam o sujeito da ação (eu, tu, ele, etc.). No plural, adiciona-se a partícula "-le̋".[63]
- Pessoais (Objeto): Usados como objeto direto da ação. A forma plural segue a mesma estrutura.[63]
- Possessivos: Indicam posse, sendo formados pela combinação do pronome pessoal com o sufixo "-nɔ̋".[64]
- Demonstrativos: Usados para indicar ou destacar algo específico na conversa.[65]
- Interrogativos: Usados para fazer perguntas. A partícula "-le̋" pode ser utilizada para marcar pluralidade no contexto da pergunta.[66]
- Reflexivos: Refletem a ação de volta ao sujeito da oração, indicando que o sujeito realiza a ação sobre si mesmo.[67]

### Substantivos
Os substantivos na língua pangkhua desempenham um papel central na estrutura gramatical, sendo responsáveis por nomear objetos, pessoas, lugares, ideias e sentimentos. A formação e a classificação de substantivos em pangkhua envolvem diversas características, como número, caso, e a utilização de modificadores, incluindo a derivação e a reduplicação.

#### Gênero dos Substantivos
Em pangkhua, o gênero dos substantivos não é marcado de forma explícita como em algumas línguas, onde há uma distinção clara entre masculino e feminino. No entanto, a língua utiliza sufixos para indicar categorias semânticas associadas a pessoas, como os sufixos -nu e -pa. O sufixo -nu é usado para marcar substantivos relacionados ao gênero feminino, enquanto -pa é associado ao gênero masculino. Essas marcas semânticas podem ser aplicadas a substantivos que denotam pessoas e, em alguns contextos, esses termos podem ser usados de forma mais generalizada.

#### Número dos Substantivos
Pangkhua distingue entre singular, plural e, em alguns casos, o dual. O plural é comumente marcado com o sufixo =ei, como em kɒk=ei (plural de "cesta"). O singular, por outro lado, não apresenta marcação específica e é usado de forma padrão. A língua também emprega classificadores para modificar substantivos contáveis. Por exemplo, o sufixo -kɑ é utilizado para indicar a contagem de objetos, como em khɑkkɑ para "um", pənikkɑ para "dois", e raŋakɑ para "cinco".
Em adição ao plural convencional, pangkhua pode expressar números maiores ou menores, como um plural de maior extensão ou paucal para quantidades pequenas. Essa flexibilidade no uso de números reflete a complexidade da língua e permite uma maior precisão nas expressões de quantidade.

#### Casos Gramaticais
pangkhua utiliza uma série de casos para expressar relações sintáticas entre os substantivos e outros elementos na frase. O sistema de casos inclui o nominativo, o acusativo, e o dativo, que são usados para marcar o sujeito, o objeto direto e o objeto indireto, respectivamente. O caso nominativo é o mais comum e é marcado de forma implícita, sem um morfema específico. Em construções com verbos transitivos, o acusativo é usado para indicar o objeto direto.
O locativo também é amplamente utilizado em pangkhua para indicar o local onde ocorre a ação, e outros casos, como o genitivo, são empregados para expressar posse. A flexibilidade do sistema de casos contribui para uma ordem de palavras menos rígida na língua, permitindo uma maior liberdade na construção de frases.

#### Derivação e Reduplicação Nominal
A derivação nominal em pangkhua permite a criação de novos substantivos a partir de outras palavras por meio de afixos, como os sufixos -pui (aumentativo) e -t̪e (diminutivo). Esses sufixos podem modificar o significado de um substantivo, geralmente expressando tamanho ou idade. Por exemplo, t̪h iŋpui (grande árvore) e t̪h iŋt̪e (pequena árvore) demonstram como os sufixos de grau são usados para diferenciar tamanhos. Da mesma forma, papui (pai mais velho) e pat̪e (pai mais jovem) são exemplos de como esses sufixos também podem ser usados para indicar a idade de parentes.
A reduplicação nominal é outro processo importante que altera o significado de substantivos, muitas vezes intensificando ou especificando ainda mais suas qualidades. Esse fenômeno pode ser observado em expressões como t̪h iŋt̪e (planta pequena) e t̪h iŋpui (árvore grande), onde a repetição ou adição do sufixo modifica o sentido do substantivo de maneira a expressar uma mudança no tamanho ou importância.

### Adjetivos
Os adjetivos em pangkhua têm a função de qualificar ou modificar os substantivos, atribuindo-lhes características, qualidades ou estados. Embora a língua não possua uma classe formalmente separada de adjetivos como em outras línguas, há palavras que cumprem essa função, muitas vezes derivadas de verbos. Isso resulta em uma estrutura onde os verbos podem se transformar em qualificadores de substantivos, funcionando de maneira semelhante aos adjetivos.

#### Formação de Adjetivos
Em pangkhua, muitos adjetivos são derivados de verbos, ou seja, verbos podem ser usados para qualificar substantivos. Esses verbos qualificadores, conhecidos como verbos adjetivais, são usados após o substantivo que modificam. Em vez de simplesmente descrever uma ação, eles atribuem uma característica ao substantivo.
Por exemplo, um verbo como tse̋m (indicado por “ser rápido”) pode ser usado para qualificar um substantivo, como em "cachorro rápido". Esses verbos adjetivais funcionam da mesma maneira que os adjetivos, mas aparecem após o substantivo.

#### Comparativo e Superlativo
pangkhua usa formas específicas para expressar comparações e superlativos, muitas vezes com a adição de sufixos ou modificadores verbais. Para indicar o superlativo, um adjetivo verbal recebe o sufixo -mi, que intensifica a qualidade atribuída ao substantivo.
Por exemplo, ao formar o superlativo de "rápido", o verbo tse̋m (rápido) recebe o sufixo -mi, formando tse̋mmi, que significa "o mais rápido". Isso é usado para expressar o grau mais alto de uma característica em comparação com outros objetos ou entidades.
- Comparativo: "Laldin gosta do cachorro mais rápido." → Aqui, "mais rápido" é a forma comparativa.[76]
- Superlativo: "Laldin gosta do cachorro o mais gordo." → O superlativo é marcado pelo sufixo -mi.[76]

#### Postposição dos Adjetivos
Uma característica importante do sistema de adjetivos em pangkhua é que eles sempre aparecem após o substantivo que qualificam, ao contrário de línguas como o português, onde os adjetivos geralmente vêm antes do substantivo. Por exemplo:
- kəʔui ət̪hɑu (t̪hɑu "ser gordo") → Cachorro gordo (onde gordo vem após o substantivo).

#### Derivação e Reduplicação
Em pangkhua, a derivação de adjetivos é um processo essencial, e os sufixos -pui e -t̪e são usados para modificar o significado dos substantivos, aumentando ou diminuindo a intensidade das qualidades:
- -pui: Sufixo aumentativo, que indica algo maior ou mais intenso. Por exemplo:
  - t̪h iŋpui (grande árvore) — Aumentativo de t̪h iŋ (árvore).
- -t̪e: Sufixo diminutivo, que indica algo menor ou mais afetuoso. Por exemplo:
  - t̪h iŋt̪e (planta pequena) — Diminutivo de t̪h iŋ (árvore).

A reduplicação também é comum para intensificar ou alterar o significado do adjetivo. A repetição de formas é usada para dar ênfase a uma característica, como em expressões que indicam maior intensidade:
- t̪h iŋpui t̪h iŋt̪e (árvore grande e pequena) — A repetição de t̪h iŋ (árvore) com sufixos modificadores cria contrastes de tamanho.

### Verbos
Os verbos em pangkhua são fundamentais para a construção de sentenças, expressando ações, estados ou eventos. Eles constituem o núcleo das orações, interagindo com outros elementos gramaticais para formar sentenças completas. Em pangkhua, a conjugação e flexão verbal envolvem diferentes aspectos gramaticais, como tempo, aspecto, e marcação de participantes, que podem se combinar de maneiras distintas para expressar significados complexos.

#### Tipos de Verbos
- Verbos Transitivos:  Verbos transitivos exigem dois argumentos: um sujeito (A) e um objeto direto (O). Eles descrevem ações que afetam diretamente um objeto. Exemplos de verbos transitivos em pangkhua incluem zel (bater), t̪h aʔ (matar) e muʔ (ver).  Exemplo:[79]
  - kəzelne (Eu bati em você)
  - kə=zel=ne Aqui, "kə" (eu) é o sujeito, "zel" (bater) é o verbo, e "ne" (você) é o objeto direto.  Para os verbos transitivos, o objeto pode ser omitido se for de terceira pessoa e o contexto permitir, como exemplificado abaixo:
  - kəzel (Eu bati nele) Neste caso, o objeto de terceira pessoa (ele/ela) é subentendido e não explicitado na frase.
- Verbos Intransitivos:  Verbos intransitivos não requerem objeto direto e são usados com apenas um sujeito, descrevendo ações ou estados do sujeito sem afetar diretamente outro participante. Exemplos incluem sur (chover) e rit̪ (trovejar).  Exemplo:[80]
  - k h uɑ sur (Está chovendo)
  - k h uɑ sur O verbo sur (chover) é usado sem um objeto direto, indicando um evento impessoal que acontece independentemente de um receptor.
- Verbos Ditransitivos:  Verbos ditransitivos exigem três argumentos: um sujeito (A), um objeto direto (O), e um receptor (R), ou local/objetivo da ação. O verbo pek (dar) é um exemplo clássico.  Exemplo:[81]
  - piɑr mərɑh t̪h umkɑ əpekʔeit̪ɑ (Ele deu três peras a eles)
  - Aqui, "ele" é o sujeito (A), "três peras" é o objeto direto (O), e "eles" é o receptor (R).
- Verbos Ambitransitivos:  Verbos ambitransitivos podem ser usados de forma transitiva ou intransitiva, dependendo do contexto. O verbo bar (comer) é um exemplo: ele pode ser usado com ou sem objeto direto.  Exemplo (Transitivo):[82]
  - bɑr he̋p kinbar he̋p sin (Comemos hep)
  - Neste caso, o verbo bar é usado com um objeto direto ("hep").  Exemplo (Intransitivo):
  - bɑr (Comer)
  - Neste caso, o verbo bar é usado sem um objeto direto, e a ação é compreendida sem a necessidade de um receptor específico.

#### Conjugação e Flexões Verbais
A conjugação verbal em pangkhua envolve várias flexões que alteram o verbo dependendo do tempo, aspecto, modo, e a pessoa do sujeito. Abaixo, vou detalhar como essas flexões funcionam.
- Tempo:  O tempo verbal em pangkhua indica quando uma ação ocorre (passado, presente, ou futuro). Em muitos casos, a conjugação verbal incluirá marcadores temporais específicos.  Exemplo (Futuro):[83]
  - əkɑlɑt̪ (Ele/ela irá andar)
  - ə=kɑl=ɑt̪ Neste exemplo, o verbo kɑl (andar) está marcado para o futuro com o sufixo =ɑt, indicando que a ação ocorrerá em um momento futuro.  Exemplo (Negação no Futuro):
  - əkɑlləu (Ele/ela não irá andar)
  - ə=kɑl=ləu O verbo kɑl está novamente no futuro, mas com a marcação de negação =ləu que indica que a ação não ocorrerá.
- Aspecto:  O aspecto verbal em pangkhua indica a natureza da ação em relação ao tempo. Pode ser usado para distinguir ações completadas, em andamento, ou repetitivas.  Exemplo (Aspecto Continuativo):[83]
  - saiŋ (correndo)
  - saiŋ O verbo saiŋ indica uma ação em andamento, sendo um exemplo de aspecto contínuo. Exemplo (Superlativo com Aspecto
  - saiŋəmi (o mais rápido correndo)
  - saiŋ=əmi O sufixo əmi marca o verbo no superlativo, indicativo de que a ação é feita da forma mais extrema ou superior, neste caso, a corrida mais rápida.
- Participantes e Pessoa:  A conjugação verbal em pangkhua inclui marcas de pessoa e número, referindo-se ao sujeito da ação. Além disso, a marcação de participante pode ser usada para indicar a pessoa envolvida na ação, seja ela primeira, segunda ou terceira pessoa.  Exemplo (Primeira Pessoa Singular):[84]
  - kəzel (Eu bati)
  - kə=zel Aqui, kə marca a primeira pessoa do singular (eu) como sujeito da ação de bater.  Exemplo (Terceira Pessoa Singular:
  - kəzelne (Eu bati nele)
  - kə=zel=ne A marcação de terceira pessoa ne é usada para indicar o objeto da ação, que é um pronome de terceira pessoa.
- Modificação por Participantes:  A flexão dos verbos também pode incluir marcações para diferentes tipos de argumentos, como sujeitos ou objetos. Dependendo do contexto, essas marcas podem aparecer como pronomes ou outros morfemas que indicam a pessoa envolvida na ação.[84]

#### Derivação e Reduplicação Verbal
Além das flexões, pangkhua também faz uso de processos como a derivação verbal e a reduplicação para criar novos verbos a partir de outras raízes ou formas. Esses processos permitem expandir o vocabulário e expressar novas nuances de significado.
- Derivação Verbal:  A derivação ocorre quando um verbo é formado a partir de outra palavra (como um substantivo ou adjetivo) por meio de afixos, criando novas formas verbais. Em pangkhua, isso pode envolver sufixos que modificam o verbo original para formar um novo.[85]
- Reduplicação Verbal:  A reduplicação verbal é usada para intensificar ou modificar a ação. Isso pode indicar ações repetidas ou mais intensas. Por exemplo, a repetição de um verbo pode sugerir que a ação foi realizada várias vezes.[86]

### Sentenças
A língua pangkhua apresenta uma estrutura sintática rica e diversificada, com um sistema de ordenação de palavras que segue padrões distintos de outras línguas, como o português. A ordem das palavras na frase, bem como o alinhamento morfossintático, são aspectos essenciais na formação de sentenças nesta língua. Este artigo explora esses dois componentes, fornecendo uma compreensão detalhada de como a língua pangkhua organiza seus elementos sintáticos e semânticos.

#### Ordem da Frase
Na língua pangkhua, a ordem básica das palavras na sentença segue um padrão SVO (sujeito-verbo-objeto), similar à língua portuguesa. Contudo, uma característica importante a ser observada é a flexibilidade dessa ordem em algumas construções, especialmente quando se trata de diferentes tipos de modificadores e elementos de foco. Por exemplo, em frases com locuções nominais ou complementos, o núcleo do sujeito ou do objeto tende a aparecer antes dos modificadores, como é observado em outras línguas (exemplo: "roupa suja", "céu azul").
Exemplo:
Sujeito - Verbo - Objeto:
kei ken piɑŋnɑ k h uɑtsu
'Nosso local de nascimento é o vilarejo de Kondasara.'
Nesse exemplo, "kei" (nosso) é o sujeito, "ken piɑŋnɑ" (nosso local de nascimento) é o objeto, e "k h uɑtsu" (é o vilarejo de Kondasara) é o predicado. O verbo "ser" (k h uɑtsu) aparece no final, seguindo a ordem padrão SVO.

#### Alinhamento Morfossintático
O alinhamento morfossintático na língua pangkhua é descrito como nominativo-acusativo, em que a relação entre sujeito e objeto é claramente diferenciada. Isso implica que o sujeito de verbos intransitivos e os sujeitos de verbos transitivos compartilham a mesma forma morfológica, enquanto o objeto de um verbo transitivo é marcado de maneira distinta.
Na construção de sentenças transitivas, o sujeito e o objeto são expressos de formas distintas para refletir a interação entre eles no nível sintático. Por exemplo, no caso de uma frase com um verbo transitivo, o sujeito do verbo recebe uma marcação de caso nominativo, enquanto o objeto recebe uma marcação acusativa.
Exemplo:
Sujeito (nominativo) - Verbo (transitivo) - Objeto (acusativo):
tsuʔu bursuŋ ʔɑmmi
'O sapo está dentro da garrafa.'
Neste caso, "tsuʔu" (sapo) é o sujeito, "bursuŋ" (garrafa) é o objeto, e a relação entre eles é marcada pela morfologia.

#### Nominalizações e seus Efeitos Sintáticos
pangkhua utiliza uma variedade de nominalizadores para transformar verbos e adjetivos em substantivos, conferindo às sentenças uma flexibilidade morfossintática adicional. Um exemplo disso é o uso do nominalizador =mi, que indica uma relação de sujeito ou objeto. Esse tipo de construção pode resultar em frases que se comportam de forma mais semelhante a uma oração ou a um sintagma nominal.
Por exemplo, o nominalizador =mi pode ser usado para derivar um verbo transitivo ou intransitivo em um sujeito ou objeto nominalizado, criando o que pode ser descrito como um "sintagma nominalizado".
Exemplo:
Nominalização com =mi:
tsuʔu bursuŋ ʔɑmmi
'O sapo (aquele que está) dentro da garrafa.'
Esse uso do nominalizador permite que o verbo de ação "estar dentro" se torne um substantivo, fazendo com que a frase descreva o sujeito "sapo" como um substantivo que tem a característica de estar dentro da garrafa.

#### Funções de Marcadores de Caso
Os marcadores de caso desempenham um papel fundamental no alinhamento morfossintático, especialmente quando se observa a utilização de nominalizações de sujeitos e objetos. pangkhua usa diferentes tipos de marcadores, como os de possessivo (por exemplo, "kən=piɑŋ") e os de locação, para atribuir significado ao sujeito e ao objeto de uma oração. A construção de locativos ou frasalismos (como em =na para locação) é outro exemplo interessante da flexibilidade morfossintática de pangkhua.
Esses marcadores, junto com a estrutura de nominalização, ajudam a organizar o papel semântico de cada elemento na sentença, como no exemplo de locativo a seguir:
Exemplo:
kei ken piɑŋnɑ k h uɑtsu
'Nosso local de nascimento é Kondasara.'
O uso do marcador de locativo "=nɑ" reflete a localização do sujeito e da ação em uma estrutura mais complexa do que a simples organização sujeito-verbo-objeto.

### Cláusulas
As orações no pangkhua podem ser simples ou complexas, e sua estrutura pode ser manipulada por diferentes tipos de marcadores. 
- Interrogativas: A estrutura da frase muda para perguntas, usando "ma" como marcador.
  - Exemplo: "Bɒ̋ ma?" (Fez isso?).
    - A inversão de sujeito e verbo é comum para perguntas, com a partícula "ma" indicando a intenção de questionar.
- Hortativas: Usadas para expressar desejo ou sugestões. O verbo é geralmente no modo imperativo.
  - Exemplo: "Nɒ̋ ma ve̋r!" (Vamos fazer isso!).
    - Aqui, o imperativo é usado para sugerir uma ação que deve ser tomada em conjunto.

### Conectores e Coordenadores
Os conectores e coordenadores são elementos chave para ligar ideias e frases. No pangkhua, eles são usados para unir palavras, frases e orações, mostrando relações de adição, contraste ou causa.
- Coordenadores de União: O conectivo "le̋" é usado para adicionar elementos, enquanto "ti̋" pode ser usado também como um coordenador de união, mas com um tom um pouco mais informal ou enfático.[91]
  - Exemplo: "ŋ̍g pa̋l le̋ na̋r" (Eu e você).[91]
    - Nesse caso, "le̋" junta os dois sujeitos, indicando a inclusão de ambos na ação que será descrita.[91]
- Coordenadores de Contraste: "ve̋r" é um coordenador que indica contraste ou oposição.[92]
  - Exemplo: "Ti̋ ve̋r." (Mas ele não veio).[92]
    - O uso de "ve̋r" aqui sinaliza que algo esperado não aconteceu, criando uma relação de contraste entre o que foi esperado e o que realmente ocorreu.[92]
- Coordenadores Adversativos: "ti̋" pode ser usado para marcar contraste ou mesmo surpresa em relação ao que foi afirmado anteriormente.[93]
  - Exemplo: "Na̋r ti̋ ve̋r." (Você, mas não ele).[93]
    - Essa estrutura mostra uma diferença entre dois sujeitos, marcando adversidade ou contradição.[93]

### Subordinadores e Conectivos Discursivos
Esses conectivos ajudam a introduzir relações entre orações, seja para justificar, condicionar ou modificar a direção do discurso.
- Causais: "nɒ̋ ti̋" é usado para indicar que uma ação ou evento é causado por algo.[94]
  - Exemplo: "Ti̋ bɒ̋ nɒ̋ ti̋." (Ele fez isso porque estava cansado).
    - "nɒ̋ ti̋" introduz a razão pela qual a ação de "bɒ̋" (fazer) ocorreu, explicando a causa da ação.
- Condicionais: "mɔ̋" é usado para introduzir uma condição. A condição precisa ser satisfeita para que a ação da oração principal aconteça.[94]
  - Exemplo: "Mɔ̋ tsi̋a bɒ̋, nɒ̋ ve̋r." (Se ele fizer isso, eu vou).
    - "mɔ̋" aqui estabelece uma condição que, se atendida, leva à realização da ação descrita na segunda oração.
- Discursivos: "ruah" marca uma mudança ou continuidade no episódio do discurso.[94]
  - Exemplo: "Ruah, nɒ̋ bɒ̋." (Então, ele foi).
    - "Ruah" mostra que há uma transição no discurso, provavelmente para introduzir um novo tópico ou para concluir uma ação.

### Postverbais e Marcadores de Foco
Os postverbais e marcadores de foco ajudam a alterar o sentido e a ênfase de uma ação ou frase, fornecendo mais informações sobre a intensidade, exclusividade ou foco da sentença.
- Marcador de Foco: "si" é usado para marcar que algo é enfatizado ou destacado.[95]
  - Exemplo: "Ti̋ si bɒ̋." (Foi ele quem fez).[95]
    - "si" coloca ênfase no sujeito da ação, destacando "ti̋" como o principal responsável pela ação.[95]
- Intensificadores: "tsi̋a" é um intensificador que aumenta o grau da ação ou evento.[95]
  - Exemplo: "Ti̋ tsi̋a bɒ̋." (Ele fez muito).[95]
    - Aqui, "tsi̋a" intensifica o verbo, sugerindo que a ação foi realizada de maneira mais intensa.[95]
- Exclusividade: "ve̋r" também é usado para expressar exclusividade, indicando que apenas uma ação ou pessoa é relevante no contexto.[95]
  - Exemplo: "Tsi̋a ve̋r." (Somente isso).[95]
    - A palavra "ve̋r" aqui traz uma ideia de exclusividade ou exaustividade, indicando que nada mais foi considerado.[95]

### Interrogativos e Exclamativos
Os interrogativos e exclamativos ajudam a estruturar frases de perguntas ou expressões exclamativas, mostrando interesse ou surpresa.
- Interrogativo: "ma" é um marcador usado para fazer perguntas de sim ou não, e aparece no final da frase.[96]
  - Exemplo: "Ti̋ ma?" (Ele fez isso?).[96]
    - A partícula "ma" no final da frase indica que é uma pergunta.[96]
- Exclamativo: Os ideofones podem também ser usados para expressar emoções ou reações de surpresa.[96]
  - Exemplo: "Ze̋k!" (Uau!).[96]
    - A palavra "ze̋k" expressa uma reação exclamativa, muitas vezes associada a algo impressionante ou surpreendente.[96]

### Numerais
Os numerais no pangkhua desempenham um papel crucial em expressar quantidade e ordem. Eles se dividem em cardinais, ordinais e frequenciais, cada um com funções e formas específicas.
- Cardinais: Indicam a quantidade de algo. Eles podem ser usados sozinhos ou com classificadores. A estrutura do numeral não varia muito, mas a presença do classificador é essencial em frases mais complexas.[70]
  - Exemplo: "pa̋l" (um), "na̋r" (dois).
    - Frase: "Na̋r mɒ̋l." (Dois livros). Aqui, "mɒ̋l" é um classificador para objetos contáveis, como livros, e ele acompanha o numeral.
- Ordinais: São usados para indicar posição ou ordem em uma sequência. Para formar ordinais, adiciona-se o sufixo "-si" ao numeral cardinal.[98]
  - Exemplo: "pa̋l-si" (primeiro), "na̋r-si" (segundo).
    - Frase: "Na̋r-si bɒ̋." (O segundo está quebrado). O sufixo "-si" transforma o numeral cardinal em ordinal, indicando a posição de "bɒ̋" (algo quebrado).
- Frequenciais: Usados para indicar a frequência com que algo acontece. A estrutura básica é o numeral cardinal + o sufixo "-ngɒ".[99]
  - Exemplo: "pa̋l-ngɒ" (uma vez), "na̋r-ngɒ" (duas vezes).
    - Frase: "Pa̋l-ngɒ tsi̋a." (Eu faço isso uma vez). Aqui, "tsi̋a" é um verbo que significa "fazer", e a frequência da ação é indicada com "pa̋l-ngɒ".

### Ideofones
Os ideofones em pangkhua são palavras que evocam sensações ou reações físicas, como sons, movimentos ou estados emocionais. Eles desempenham um papel importante na expressão sensorial.
- Ideofones Sonoros: "ze̋k" pode ser usado para representar um som específico, geralmente associado a algo que acontece rapidamente.[100]
  - Exemplo: "Ze̋k!" (Som de algo quebrando).
    - "Ze̋k" expressa o som de algo quebrando, sem precisar de um verbo ou uma descrição adicional.
- Ideofones de Movimento: Indicando movimento rápido ou abrupto, ideofones como "bɒ̋!" podem ser usados.[100]
  - Exemplo: "Bɒ̋!" (Algo se move rapidamente).
    - Esse uso é imediato e expressivo, comunicando a ideia de um movimento acelerado ou intenso.

### Formação de palavras
A língua pangkhua tem formas bem interessantes de criar palavras, muitas das quais vêm de prefixos antigos que não aparecem em muitos outros idiomas da família Kuki-Chin. Vamos explorar esses processos e ver exemplos de como as palavras são estruturadas! 

#### Prefixação commə-erə-
O pangkhua ainda mantém prefixos antigos como mə- e rə-, que aparecem antes de algumas palavras. Isso é importante porque muitos idiomas relacionados já perderam esses prefixos, tornando o pangkhua uma língua valiosa para entender como as palavras se formavam no passado.

##### Exemplos Práticos
Veja como esses prefixos aparecem em palavras comuns:
| Palavra | Significado           |
| ------- | --------------------- |
| məkaʔ   | atirar/matar com arma |
| məkhiŋ  | pesar algo            |
| məruk   | roubar                |
| rəsɒm   | lavar vegetais        |
| rəsuk   | lavar roupas          |
| rəd̪ɒ    | orvalho               |

Ou seja, algumas ações e conceitos vêm sempre acompanhados desses prefixos. Isso sugere que, antigamente, eles tinham algum significado especial que se perdeu com o tempo.

##### Prefixos Além dos Verbos
Curiosamente, esses prefixos também aparecem em palavras que não são verbos, como:
| Palavra | Significado    | Classe Gramatical |
| ------- | -------------- | ----------------- |
| məzan   | ontem          | Advérbio          |
| məraŋ   | para (direção) | Adposição         |

##### As Palavras no Tempo: Comparação com Outras Línguas
Se olharmos para línguas antigas como o Proto-Tibeto-Birmanês (PTB), vemos que muitas palavras tinham prefixos parecidos. Isso ajuda a entender como o pangkhua evoluiu.
| pangkhua | Proto-Kuki-Chin | Proto-Tibeto-Birmanês | Significado |
| -------- | --------------- | --------------------- | ----------- |
| məlaj    | laay            | s-tay                 | umbigo      |
| məlɒŋ    | looŋ            | m-loŋ                 | barco       |
| məthin   | thin            | m-sin                 | fígado      |
| rəmaŋ    | maŋ             | r-maŋ                 | sonho       |

Perceba que muitas palavras compartilham estruturas parecidas, reforçando a ideia de que esses prefixos já existiam há muito tempo.

#### Como as Palavras se Juntam no pangkhua
Além dos prefixos, o pangkhua também forma palavras combinando duas raízes diferentes. Isso cria novos significados e permite que a língua expresse ideias complexas de forma simples.

##### Tipo 1: Junção de Duas Raízes
Algumas palavras são criadas simplesmente juntando duas ideias relacionadas.
| Raiz 1 | Significado | Raiz 2 | Significado | Palavra Composta | Significado     |
| ------ | ----------- | ------ | ----------- | ---------------- | --------------- |
| t̪ui    | água        | bur    | garrafa     | t̪uibur           | garrafa de água |
| lu     | cabeça      | khu    | chapéu      | lukhu            | chapéu          |
| mit̪    | olho        | mul    | cabelo      | mit̪mul           | sobrancelha     |
| t̪hla   | lua         | var    | luz         | t̪hlavar          | luar            |

Aqui, as palavras surgem de uma lógica clara: juntar dois conceitos para criar um novo. Isso é muito comum em línguas do sudeste asiático.

##### Tipo 2: Palavras com Significados Novos
Nem sempre os compostos têm um significado literal. Às vezes, eles formam palavras novas, com sentidos inesperados.
| Raiz 1 | Significado | Raiz 2 | Significado | Palavra Composta | Significado |
| ------ | ----------- | ------ | ----------- | ---------------- | ----------- |
| luŋ    | pedra       | t̪hu    | apodrecer   | luŋt̪hu           | forno       |
| khua   | espaço      | sur    | chuva       | khuasur          | tempestade  |

Note que "pedra" e "apodrecer" juntos significam "forno" – provavelmente porque fornos eram feitos de pedra e usados para cozinhar por muito tempo.

##### Tipo 3: Específico + Geral
Outro padrão interessante é o de palavras compostas onde um termo específico é seguido por um termo mais geral.
| Raiz 1 | Significado | Raiz 2 | Significado | Palavra  | Significado |
| ------ | ----------- | ------ | ----------- | -------- | ----------- |
| ni     | sol         | sun    | meio-dia    | nisunpar | girassol    |
| t̪ui    | água        | va     | pássaro     | t̪uiva    | garça       |

Essas palavras fazem sentido porque girassóis seguem o sol e garças vivem perto da água.

#### Como o pangkhua Usa Sufixos para Dar Sentido
Outro jeito de modificar palavras no pangkhua é adicionar sufixos que indicam tamanho ou idade.
| Palavra-base | Significado | Aumentativo | Nova Palavra | Significado    | Diminutivo | Nova Palavra | Significado   |
| ------------ | ----------- | ----------- | ------------ | -------------- | ---------- | ------------ | ------------- |
| pa           | pai         | -pui        | papui        | tio mais velho | -t̪e        | pat̪e         | tio mais novo |

Aqui, pui dá a ideia de algo maior/mais velho, enquanto t̪e sugere algo menor/mais novo.

## Vocabulário

### Numerais
Números em pangkhua de diferentes fontes e sua tradução em português:
| Português | pangkhua (Akter Zahid) | pangkhua (Linguistics Survey of India) |
| --------- | ---------------------- | -------------------------------------- |
| Um        | khakɑ                  | Pha-kât (ou kat-kâk)                   |
| Dois      | pənika                 | Pha-nhi (ou pe-nhi)                    |
| Três      | ənt̪h umkɑ              | Pha-tâm (ou tâm-kât)                   |
| Quatro    | ənlika                 | Pha-li (ou un-li)                      |
| Cinco     | raŋakɑ                 | Ra-ngâ                                 |
| Seis      | rukɑ                   | Râk                                    |
| Sete      | sərikɑ                 | Sâ-ri (ou sarik)                       |
| Oito      | riat̪ka                 | Riet (ou rick)                         |
| Nove      | kuakɑ                  | Kâwa (ou kwa)                          |
| Dez       | sɒmka                  | Taom                                   |
| Vinte     | -                      | Taom-nhi                               |
| Cinquenta | -                      | Taom-ngâ                               |
| Cem       | rɑzakɑ                 | Zâh (ou re-jâ)                         |
| Mil       | saŋka                  | -                                      |

### Expressões do dia a dia
Abaixo se encontram expressões do dia a dia utilizadas pelo povo pangkhua: 
| Pangkhua                                | Português                                             |
| --------------------------------------- | ----------------------------------------------------- |
| Na rmin a-tû?                           | Qual é o seu nome?                                    |
| No si-kor kûm ka-ja-ka?                 | Quantos anos tem este cavalo?                         |
| O-mâ thak-hin Kashmir ko-ten-ka?        | A que distância fica daqui até a Caxemira?            |
| Ni-pi inn-a mi-pa nao ko-ja-ka-on om?   | Quantos filhos há na casa do seu pai?                 |
| Vei-ni hin sé yel ka lak.               | Eu caminhei uma longa distância hoje.                 |
| Kâ-pa sùn-phi nao-in a-char-at a-nei.   | O filho do meu tio é casado com sua irmã.             |
| O-mâ inn-a si-kor obung chuana a om.    | Na casa está a sela do cavalo branco.                 |
| A-nûng-á si-bûng chuon-ro.              | Coloque a sela sobre as costas dele.                  |
| Anni nao ho ka jel.                     | Eu bati no filho dele com muitas chicotadas.          |
| Ho rôm noyâ rumb kâlâ k kâl.            | Ele está pastoreando gado no topo da colina.          |
| Anni ho thin thoyâ an-thâ-rho.          | Ele está sentado em um cavalo debaixo daquela árvore. |
| A-char-pî-pa a-char-nât nakan su-châng. | O irmão dele é mais alto que a irmã.                  |
| O-mâ min tânkâ si nungun adali.         | O preço disso é duas rúpias e meia.                   |

### Interjeições na Língua pangkhua
As interjeições em pangkhua formam uma classe aberta de palavras, caracterizadas por expressar respostas emocionais ou reações imediatas de um falante a eventos ou situações que foram observadas ou experimentadas. De acordo com a descrição convencional, as interjeições são tipicamente expressões que não fazem parte da estrutura gramatical das sentenças, mas que transmitem uma reação emocional ou exclamativa direta. Elas possuem entonações características e são frequentemente usadas em uma posição inicial da cláusula, podendo até mesmo constituir uma resposta ou uma emissão isolada, sem necessidade de uma sequência de frases.
Uma característica importante das interjeições em pangkhua é que elas não sofrem processos morfológicos. Isso significa que essas palavras não se modificam por meio de afixos ou outras alterações formais, o que as distingue de outros tipos de palavras que podem se infletir ou derivar. Além disso, elas geralmente ocorrem no início de uma frase ou de uma intervenção discursiva, onde sua função principal é marcar uma reação emocional ou enfática do falante.
Existem diferentes tipos de interjeições em pangkhua, e elas podem ser classificadas de acordo com o tipo de emoção ou reação que expressam, bem como o contexto em que são utilizadas. Algumas dessas interjeições podem ser vistas como expressões isoladas que terminam uma interação, enquanto outras podem aparecer seguidas de uma oração explicativa, oferecendo mais contexto ou justificativa para a reação emocional do falante.
A seguir, uma tabela apresenta algumas das interjeições mais comuns em pangkhua, com seus respectivos significados e exemplos de uso:
| Interjeição | Gloss             | Contexto de Uso |
| ----------- | ----------------- | --- |
| máwâ        | Certo             | Expressão de aprovação ou de confirmação. Pode encerrar uma interação.                                                         |
| məráuhâː    | Isso é bom        | Similar a "máwâ", expressando aceitação ou entendimento.                                                                       |
| máːrèŋ      | Entendo           | Usado para indicar compreensão ou percepção.                                                                                   |
| máləù       | Não!              | Negação enfática. Usado para rejeitar algo ou discordar de uma proposta.                                                       |
| d̪íkkə̀u      | Exatamente!       | Usado para reforçar uma afirmação, indicando que algo está correto ou preciso.                                                 |
| h           | Oh (dor/tristeza) | Usado para expressar dor, tristeza ou desapontamento.                                                                          |
| ū           | Oh não            | Usado para expressar consternação ou lamento, frequentemente em situações negativas.                                           |
| tsēː        | O quê?!           | Expressão de surpresa, seja agradável ou desagradável. Pode ser usada tanto em conversas informais quanto em narrativas orais. |

Entre todas as interjeições listadas, tsēː (que pode ser traduzido como "o quê!") é a mais frequente em pangkhua, aparecendo frequentemente em diálogos informais e narrativas orais. Ela é usada para expressar surpresa, seja em uma reação positiva ou negativa, e é muitas vezes seguida de uma explicação ou uma frase que justifica a emoção sentida pelo falante.

#### Exemplos de Uso
A interjeição tsēː pode ser observada em diferentes contextos, como nos exemplos a seguir:
1. tse: nən dɒŋrel tsu  Tradução: "O quê! vocês são casamenteiros!"  Contexto: A interjeição tsēː aqui é usada para expressar surpresa ou incredulidade diante de uma situação inesperada.
2. tseː misɑm bei tsɑŋt̪i  Tradução: "O quê! Parece ser cabelo humano? (eles) disseram."  Contexto: Neste exemplo, tsēː é usada para expressar surpresa negativa, seguida de uma explicação adicional que justifica a reação do falante.

Esses exemplos demonstram como tsēː pode ser utilizada para marcar um momento de surpresa e, ao mesmo tempo, introduzir uma explicação ou contexto adicional para a reação do falante.

### Onomatopeias na Língua pangkhua
As onomatopeias na língua pangkhua são palavras que imitam sons naturais do mundo, representando a reprodução de ruídos ou barulhos associados a fenômenos ou objetos específicos. Diferentemente dos ideofones, que evocam uma imagem sonora associada ao verbo e à ação, as onomatopeias em pangkhua são uma tentativa direta de recriar o som real da natureza ou de ações específicas. Estas palavras desempenham um papel importante, especialmente em narrativas orais, onde ajudam a dar vida ao discurso, transmitindo com precisão as sensações sonoras que o falante deseja compartilhar.
A maioria das onomatopeias em pangkhua são totalmente reduplicativas, ou seja, a palavra é repetida para intensificar o som ou a ação descrita. Elas funcionam como advérbios, modificando o verbo principal da frase, e são especialmente comuns em narrativas orais, sendo usadas para descrever sons de animais, movimentos ou outros fenômenos naturais. Apesar de sua natureza frequentemente repetitiva, algumas onomatopeias apresentam variações de qualidade vocálica, como no caso de "sek suk" (som de passos) ou "ret rut" (som do universo desabando).

#### Características das Onomatopeias em pangkhua
1. Reduplicação: A maioria das onomatopeias em pangkhua é caracterizada pela repetição da forma da palavra para criar um efeito sonoro mais intenso, refletindo melhor a continuidade ou a intensidade do som que está sendo descrito.[110]
2. Função Adverbial: Muitas dessas palavras atuam como advérbios, modificando o verbo e fornecendo mais detalhes sobre a maneira ou a intensidade de uma ação.[110]
3. Uso em Narrativas Orais: As onomatopeias são particularmente frequentes em narrações orais, onde o som é fundamental para criar uma atmosfera ou destacar um evento.[110]

#### Exemplos de Onomatopeias em pangkhua
A tabela abaixo apresenta algumas onomatopeias comuns em pangkhua, com seus respectivos significados e exemplos de uso:
| Forma             | Gloss                        | Sentido                                                                  | Exemplo                                                                                                   |
| ----------------- | ---------------------------- | ------------------------------------------------------------------------ | --- |
| hambo             | 'moo'                        | Som de um bovino (gado ou mithun) mugindo                                | siɑltsɑl patsu hɑmbo titɑ hɑnkɑlt̪ih – "O mithun veio até ele fazendo o som de hambo..." [nrs_rlp_40]      |
| huam huam         | 'som de caminhada'           | Som de alguém caminhando                                                 | huam huam indica o som de passos durante uma caminhada.                                                   |
| k h orok k h orok | 'som de batida na cabeça'    | Som provocado pelo impacto da cabeça                                     | k h orok k h orok é usado para descrever um som repetido, como batidas na cabeça.                         |
| keŋ keŋ           | 'som de ossos'               | Som de ossos (usado para descrever movimentos ou ações envolvendo ossos) | keŋ keŋ denota o som repetido de ossos se movendo, geralmente em contextos de movimento físico.           |
| sek suk           | 'som de passos'              | Som de passos                                                            | sek suk é usado para descrever o som característico de passos.                                            |
| ret̪ rut̪           | 'som do universo colapsando' | Som pesado de algo desabando                                             | ret̪ rut̪ é usado para representar o som de algo grande e pesado desabando, como o universo colapsando.     |
| t̪ɒk t̪ɒk           | 'som do galo cantando'       | Som do galo cantando                                                     | t̪ɒk t̪ɒk é uma repetição do som de um galo cantando, usado em situações narrativas para destacar o evento. |

#### Exemplos de Uso em Contexto
1. hɑmbo – Som de bovino (mugido).[111]
  - Exemplo: siɑltsɑl patsu hɑmbo titɑ hɑnkɑlt̪ih Tradução: "O mithun veio até ele fazendo o som de hambo..." Aqui, hambo é utilizado para descrever o som do mithun se aproximando, dando ênfase ao efeito sonoro.
2. ret̪ rut̪ – Som do universo desabando.[112]
  - Exemplo: hɑn vɑnu vɑnpɑ tsim ret̪ rut̪ Tradução: "O universo desabou com o som de ret̪ rut̪..." Este exemplo ilustra como ret̪ rut̪ é usado para criar uma imagem auditiva dramática e imponente, representando o colapso de algo muito grande e significativo.
3. t̪ɒk t̪ɒk – Som do galo cantando.[113]
  - Exemplo: ɑr=tsu t̪ɒk t̪ɒk t̪ɒk t̪ɒk Tradução: "O galo cantava t̪ɒk t̪ɒk t̪ɒk t̪ɒk, se movendo ao redor dele." A repetição do som de t̪ɒk t̪ɒk enfatiza o contínuo canto do galo, capturando a repetição e a continuidade do som.

### Lista de Swadesh
Abaixo se encontra um glossário da língua pangkhua:
| pangkhua | Português           |
| -------- | ------------------- |
| am       | Existir             |
| ampui    | Casar               |
| an       | Eles                |
| ani      | Ele/Ela             |
| ano      | Brincar             |
| anriang  | Ser pobre           |
| annei    | Ser rico            |
| anhuai   | Ser bonito/perfeito |
| arsi     | Estrela             |
| au       | Chamar/convidar     |
| bak      | Comer (curry)       |
| ban      | Mão                 |
| bar      | Comer com a mão     |
| beng     | Bater               |
| bu       | Arroz cozido        |
| cha      | Chorar              |
| chang    | Ser (am, é, são)    |
| chak     | Ser forte/vencer    |
| dar      | Tempo/Hora          |
| ding     | Ficar de pé         |
| doi      | Adorar              |
| dong     | Esposa              |
| du'      | Gostar/querer       |
| ei       | Morder              |
| en       | Assistir            |
| eng      | Luz                 |
| ha       | Mês/Dente           |
| hak      | Cair                |
| han      | Então               |
| hi       | Ser grande          |
| hu       | Ouvindo             |
| i        | Soltar              |
| iak      | Comer               |
| in       | Enviar              |
| ing      | Estar em            |
| ja       | Ir                  |
| jiang    | Dizer               |
| jiu      | Escrever            |
| kei      | Bom                 |
| kong     | Guerra              |
| lai      | Longo               |
| lou      | Arroz               |
| ma       | Falar               |
| mai      | Andar               |
| man      | Floresta            |
| min      | Dizer               |
| mo       | Ouvir               |
| mu       | Falar               |
| nai      | Passar              |
| nam      | Dormir              |
| niu      | Amar                |
| no       | Ver                 |
| pai      | Levantar            |
| pi       | Pular               |
| po       | Usar                |
| pui      | Olhar               |
| ren      | Trabalhar           |
| ru       | Brincar             |
| shui     | Dormir              |
| shuo     | Falar               |
| su       | Subir               |
| ting     | Parar               |
| tu       | Cobrir              |
| wang     | Abaixar             |
| wu       | Perder              |
| xi       | Comer               |
| xiang    | Pensar              |
| xin      | Amar                |
| you      | Voltar              |
| yue      | Mês                 |
| zhi      | Ver                 |